# Gerald Ford
Gerald Rudolph Ford Jr. (nascido Leslie Lynch King Jr.; 14 de julho de 1913 – 26 de dezembro de 2006) foi um político americano que serviu como Presidente dos Estados Unidos de 1974 a 1977. Líder do Partido Republicano na Câmara dos Representantes, de 1965 a 1973, ele mais tarde foi o 40.º vice-presidente dos Estados Unidos de 1973 a 1974. Ele assumiu a presidência quando Richard Nixon renunciou em 1974. Ford tentou se eleger para um mandato completo em 1976, mas falhou.
Nascido em Omaha, Nebraska, e criado em Grand Rapids, Michigan, Ford estudou na Universidade de Michigan e na Yale Law School. Após o ataque a Pearl Harbor, ele se alistou reserva da Marinha dos Estados Unidos, servindo de 1942 a 1946, saindo com a patente de tenente-comandante. Ford começou sua carreira política em 1949 como representante do 5.º distrito do Michigan (na Península Inferior). Ele serviu no Congresso por 25 anos, sendo que os últimos nove foram como Líder da minoria na Câmara. Em dezembro de 1973, dois meses após a renúncia de Spiro Agnew, Ford se tornou a primeira pessoa apontada como vice-presidente desde a passagem da 25.ª emenda à Constituição. Após a subsequente renúncia do presidente Nixon em agosto de 1974, Ford assumiu imediatamente a presidência. Até o momento, esta foi a última sucessão presidencial intra-mandato da história dos Estados Unidos.
Como presidente, Ford assinou os Acordos de Helsinque, que marcou o início da détente na Guerra Fria. Com o colapso do Vietnã do Sul nove meses após se tornar presidente, o envolvimento dos Estados Unidos na Guerra do Vietnã formalmente acabou. Na política doméstica, Ford presidiu sobre a pior fase da economia americana desde a Grande Depressão, com inflação crescente, recessão e desemprego. Em um dos seus atos mais controversos, Ford concedeu um perdão presidencial a Richard Nixon por seu papel no Caso Watergate. Durante a presidência de Ford, a política externa foi caracterizada em termos processuais pelo aumento do papel que o Congresso começou a desempenhar e pela correspondente contenção dos poderes do presidente. Nas primárias do Partido Republicano em 1976, Ford derrotou o governador da Califórnia Ronald Reagan pela nomeação. Ele acabou sendo derrotado na eleição presidencial de 1976 para o democrata Jimmy Carter. Historiadores e cientistas políticos o avaliam como um presidente ruim.
Após deixar a presidência, Ford permaneceu ativo dentro do Partido Republicano. Suas opiniões moderadas sobre várias questões sociais o colocaram cada vez mais em conflito com os membros mais conservadores do partido na década de 1990 e início dos anos 2000. Na sua aposentadoria, Gerald Ford deixou de lado a inimizade que sentia por Carter após a eleição de 1976 e os dois ex-presidentes desenvolveram uma estreita amizade. Depois ser acometido por uma série de problemas de saúde, ele morreu em casa, em 26 de dezembro de 2006.

## Primeiros anos

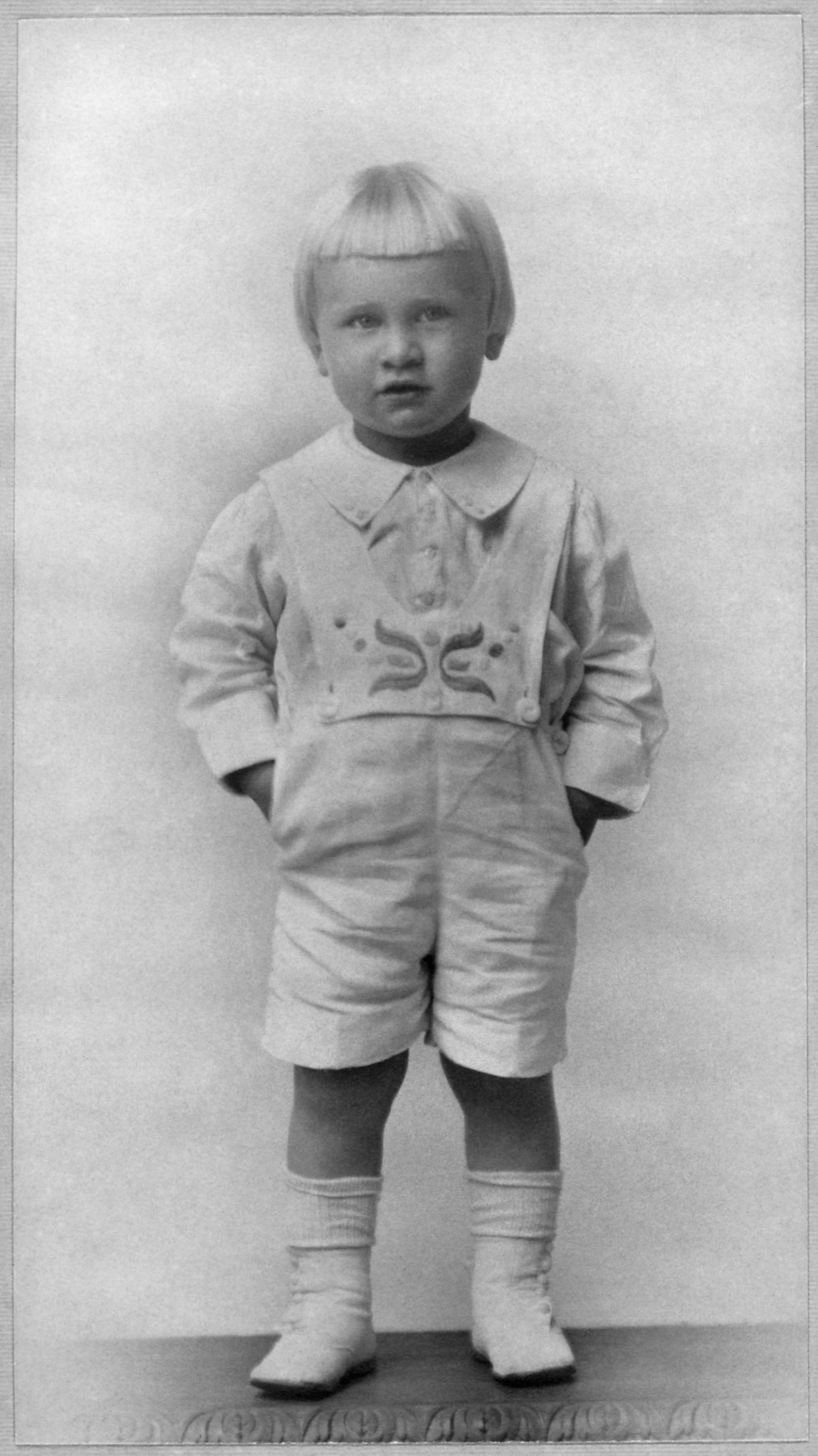
Ford em 1916, com três anos de idade

Gerald Ford nasceu Leslie Lynch King, Jr., em 14 de julho de 1913, no número 3202 da Avenida Woolworth, em Omaha, Nebraska, onde seus pais moravam com seus avós paternos. Sua mãe era Dorothy Ayer Gardner, e seu pai, Leslie Lynch King, Sr., um comerciante de lãs e filho do banqueiro Charles Henry King com Martha Alicia King (née Porter). Dorothy separa-se de King seis dias após o nascimento de seu filho. Ela muda-se com seu filho para a casa da irmã Tannisse e de seu cunhado Clarence Haskins James em Oak Park, Illinois. De lá, ela seguiu para a casa de seus pais, Levi Addison Gardner e Adele Augusta Ayer, em Grand Rapids, Michigan. Dorothy e King se divorciaram em dezembro de 1913; ela ganhou a custódia total de seu filho. O avô paterno de Ford pagou pensão alimentícia até pouco antes de sua morte em 1930.
Ford disse mais tarde que seu pai biológico tinha um histórico de violência doméstica contra sua mãe. James M. Cannon, um membro do Governo Ford, escreveu em uma biografia do ex-presidente que a separação e o divórcio dos Kings foram desencadeados quando, poucos dias depois do nascimento de Ford, Leslie King pegou uma faca de açougueiro e ameaçou matar sua esposa, seu filho, e a babá. Em outra ocasião, Ford confidenciou que a primeira vez que seu pai agrediu sua mãe foi na lua de mel, quando Dorothy sorriu para outro homem.
A mãe de Ford, Gardner, morou com seus pais por dois anos e meio até se casar com o vendedor Gerald Rudolff Ford, em fevereiro de 1917. Foi ai que eles começaram a chamar seu filho de Gerald Rudolff Ford Jr. O futuro presidente nunca foi formalmente adotado e não mudou seu nome legalmente até 3 de dezembro de 1935. Ele cresceu em East Grand Rapids com seus três meio irmãos do segundo casamento de sua mãe: Thomas Gardner "Tom" Ford (1918–1995), Richard Addison "Dick" Ford (1924–2015) e James Francis "Jim" Ford (1927–2001).
Ford também tem três meio irmãos do segundo casamento de seu pai: Marjorie King (1921–1993), Leslie Henry King (1923–1976) e Patricia Jane King (1925–1980). Quando crianças, eles nunca se encontraram, e não se conheceram até 1960. Ford não conheceu seu pai biológico até completar 17 anos, quando sua mãe e padrasto contaram para ele sobre as circunstâncias de seu nascimento. Ford e seu pai mantiveram "contatos esporádicos" até Leslie King Sr morrer em 1941.
Ford estudou na Grand Rapids South High School, onde ele se tornou um atleta promissor e capitão do time de futebol americano. Em 1930, Ford já era um dos atletas mais reconhecidos da sua cidade, atraindo ofertas de bolsas de diversas universidades.

## Educação e serviço militar

### Universidade

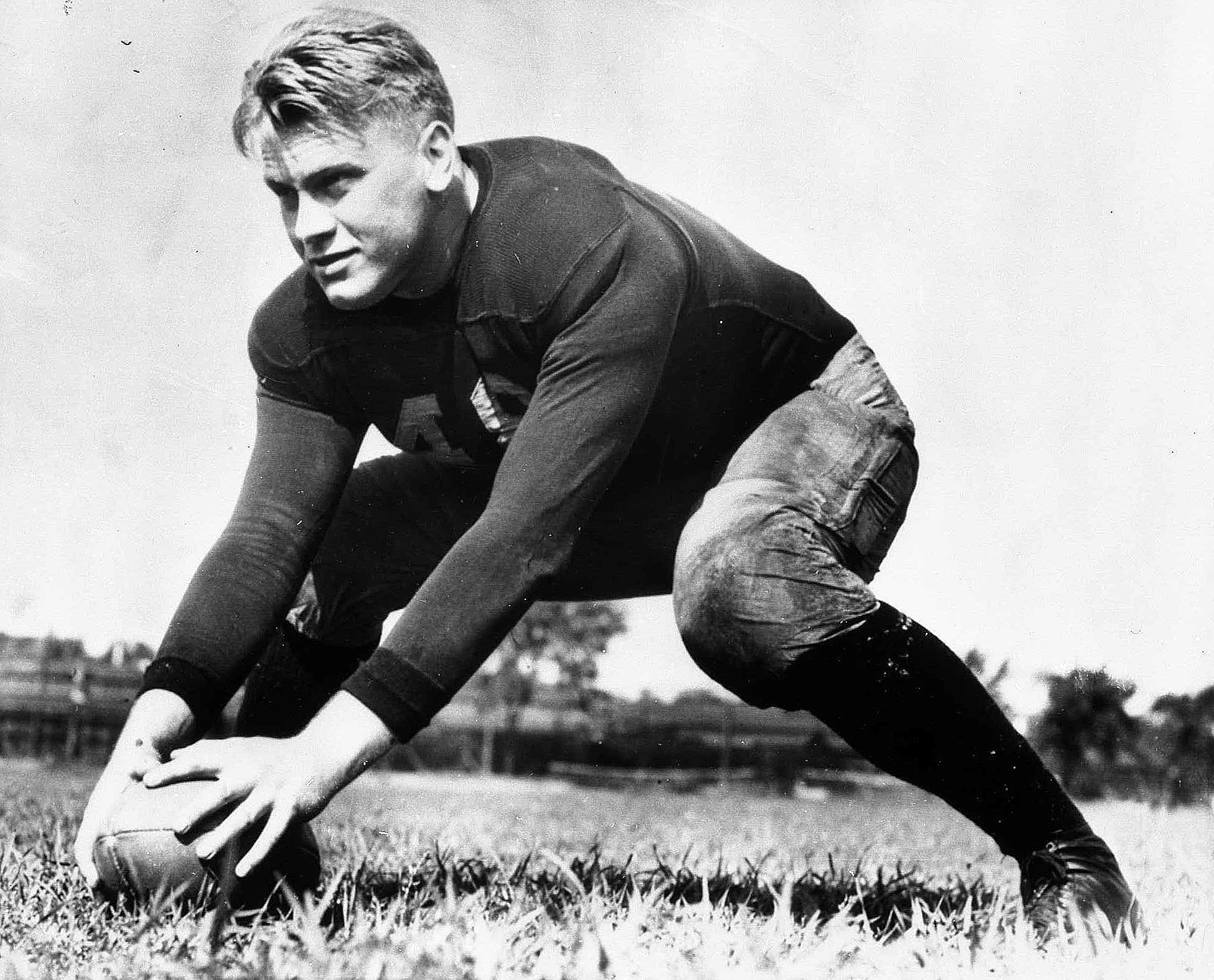
Gerald Ford jogando pela Universidade de Michigan, em 1933

Ford estudou na Universidade de Michigan, onde ele jogou futebol americano na posição de center, linebacker e long snapper, ajudando os Wolverines (o time da universidade) a conquistar dois títulos nacionais, em 1932 e 1933. No seu último período na faculdade, em 1934, o time declinou em qualidade e venceu apenas uma partida, mas Ford ainda era visto como a estrela do elenco.
Ao longo de toda a vida, Ford permaneceu interessado nos assuntos da sua universidade e no futebol americano colegial, inclusive frequentando alguns jogos quando adulto. Ford também visitava jogadores e treinadores durante os treinos; em um momento, ele pediu para se juntar aos jogadores no huddle. Antes dos eventos oficiais como presidente, Ford frequentemente pedia para a banda da marinha para tocar a canção de luta da Universidade de Michigan, The Victors, ao invés do hino Hail to the Chief.
Ford se formou pela Universidade de Michigan em 1935 com um bacharel em economia. Ele recusou uma oferta para jogar pelo Detroit Lions e o Green Bay Packers da National Football League. Ao invés disso, ele aceitou um emprego, em setembro de 1935, como treinador de boxing e técnico assistente de futebol americano na Universidade de Yale e tentou cursar direito. Ford queria estudar na Yale Law School ainda em 1935 mas seu primeiro pedido foi negado por conta do seu trabalho como treinador. Ele passou o verão de 1937 como estudante na faculdade de direito da Universidade de Michigan e acabou, na primavera de 1938, sendo aceito na faculdade de direito de Yale.
Ford se formou em direito em 1941 e passou no exame para trabalhar como advogado em Michigan. Em maio de 1941, ele abriu uma pequena firma de advocacia em Grand Rapids junto com um amigo, Philip W. Buchen.

### Marinha

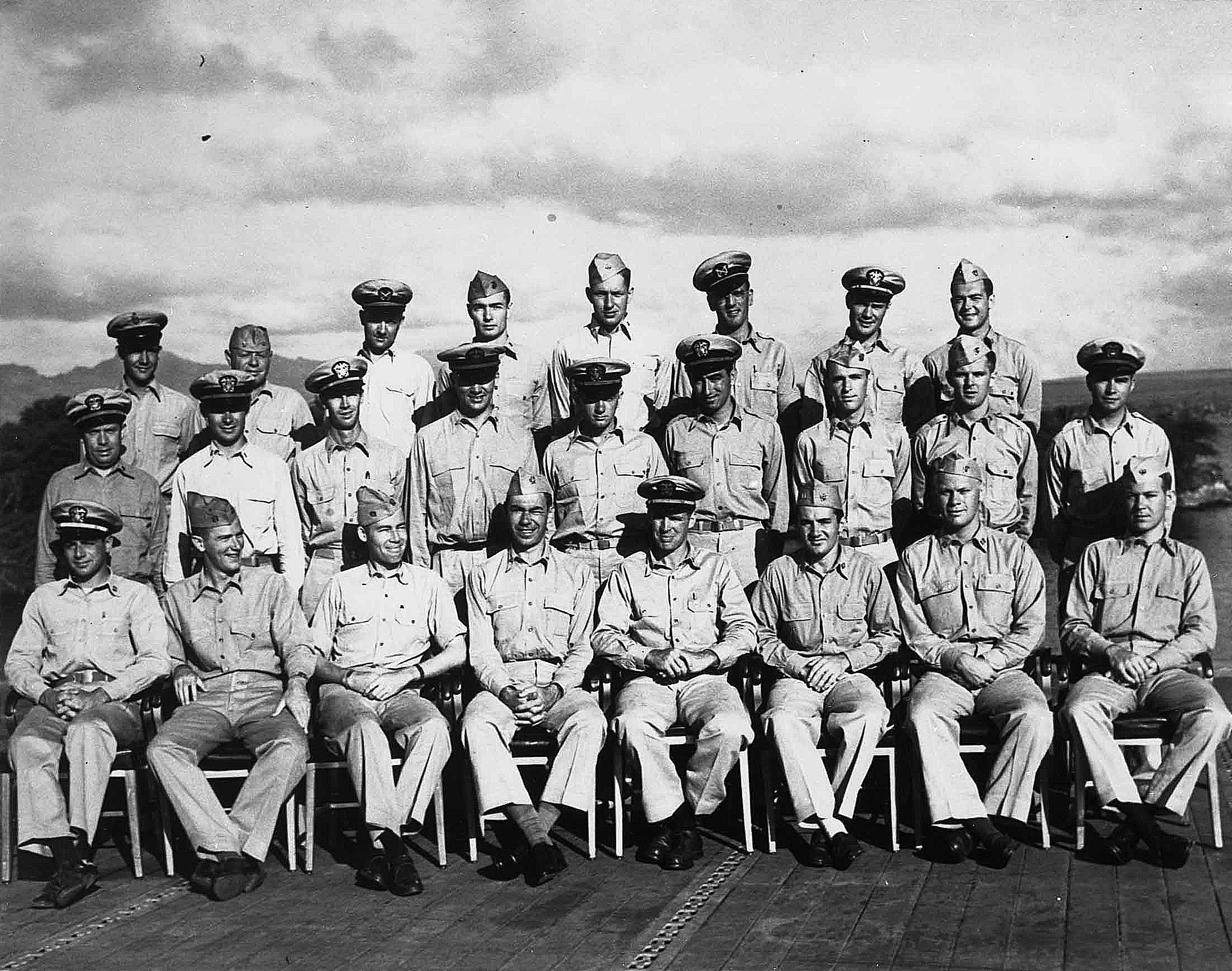
A tripulação de artilheiros do USS Monterey. Ford é o segundo sentado da direita para esquerda, na primeira fileira.

Após o ataque japonês contra Pearl Harbor, em 7 dezembro de 1941, Ford se alistou na marinha. Ele foi comissionado como alferes na Reserva da Marinha em 13 de abril de 1942. Em 20 de abril, ele se apresentou para o serviço ativo na escola de instrutores V-5 em Annapolis, Maryland. Um mês depois ele se transferiu para Chapel Hill, Carolina do Norte, onde foi instrutor de habilidades elementares de navegação, manuseio de explosivos, artilharia, primeiros socorros e exercício militar.
Em maio de 1943, Ford pediu para ser transferido para serviço no mar. De junho de 1943 até dezembro de 1944, ele trabalhou no USS Monterey como navegador assistente, oficial atlético e oficial de artilharia antiaérea. O porta-aviões onde esteve viu ação em vários pontos do Pacífico, como nas Ilhas Carolinas, Marianas, Nova Guiné, Filipinas e Ryūkyū.
Ao final de dezembro de 1944, a frota que Ford servia foi atingida pelo Tufão Cobra. Três contratorpedeiros acabaram afundando e 800 homens morreram, com o Monterey sendo avariado por um incêndio. Ford recebeu ordens para ir nos deques inferiores para avariar os danos, se reportando para o capitão Stuart H. Ingersoll. Após as avarias terem sido remediadas, a embarcação seguiu para a Califórnia. Do final de abril de 1945 a janeiro de 1946, Ford serviu na equipe da Estação Aeronaval de Glenview, onde chegou a patente de tenente-comandante. Em fevereiro, ele recebeu uma dispensa honrosa.

## Casamento e filhos

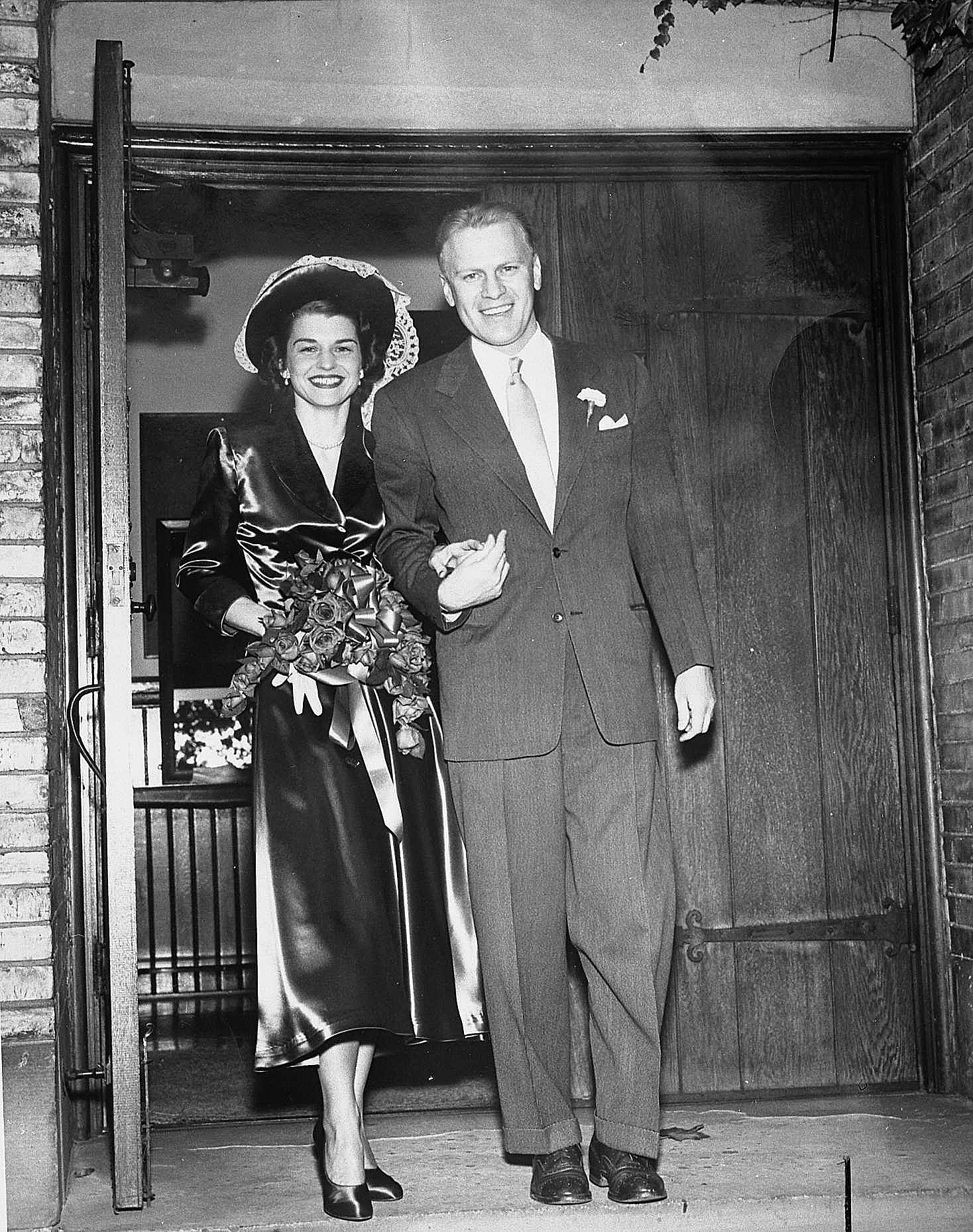
Gerald e Betty Ford no dia do seu casamento em 1948

Em 15 de outubro de 1948, Ford se casou com Elizabeth Bloomer (1918–2011) na Igreja Episcopal Grace, em Grand Rapids, Michigan; foi o primeiro e único casamento dele e o segundo dela. O casamento anterior dela, com William Warren, durou apenas cinco anos.
Originalmente de Grand Rapids, Betty Ford viveu na cidade de Nova Iorque por muitos anos, onde ela trabalhou como modelo e depois como dançarina na Companhia de Dança Martha Graham. Na época do noivado, Gerald Ford estava em campanha para seu primeiro mandato (de treze) como membro da Câmara dos Representantes. O casamento foi adiado até pouco antes da eleição legislativa de 1948 porque, como o The New York Times reportou num perfil da Betty Ford em 1974, "Jerry Ford estava concorrendo ao Congresso e não tinha certeza de como os eleitores se sentiriam por ele se casar com uma ex-dançarina divorciada".
O casal teve quatro filhos:
- Michael Gerald, nascido em 1950
- John Gardner, conhecido como Jack, nascido em 1952
- Steven Meigs, nascido em 1956
- Susan Elizabeth, nascida em 1957

## Membro da Câmara dos Representantes (1949–1973)

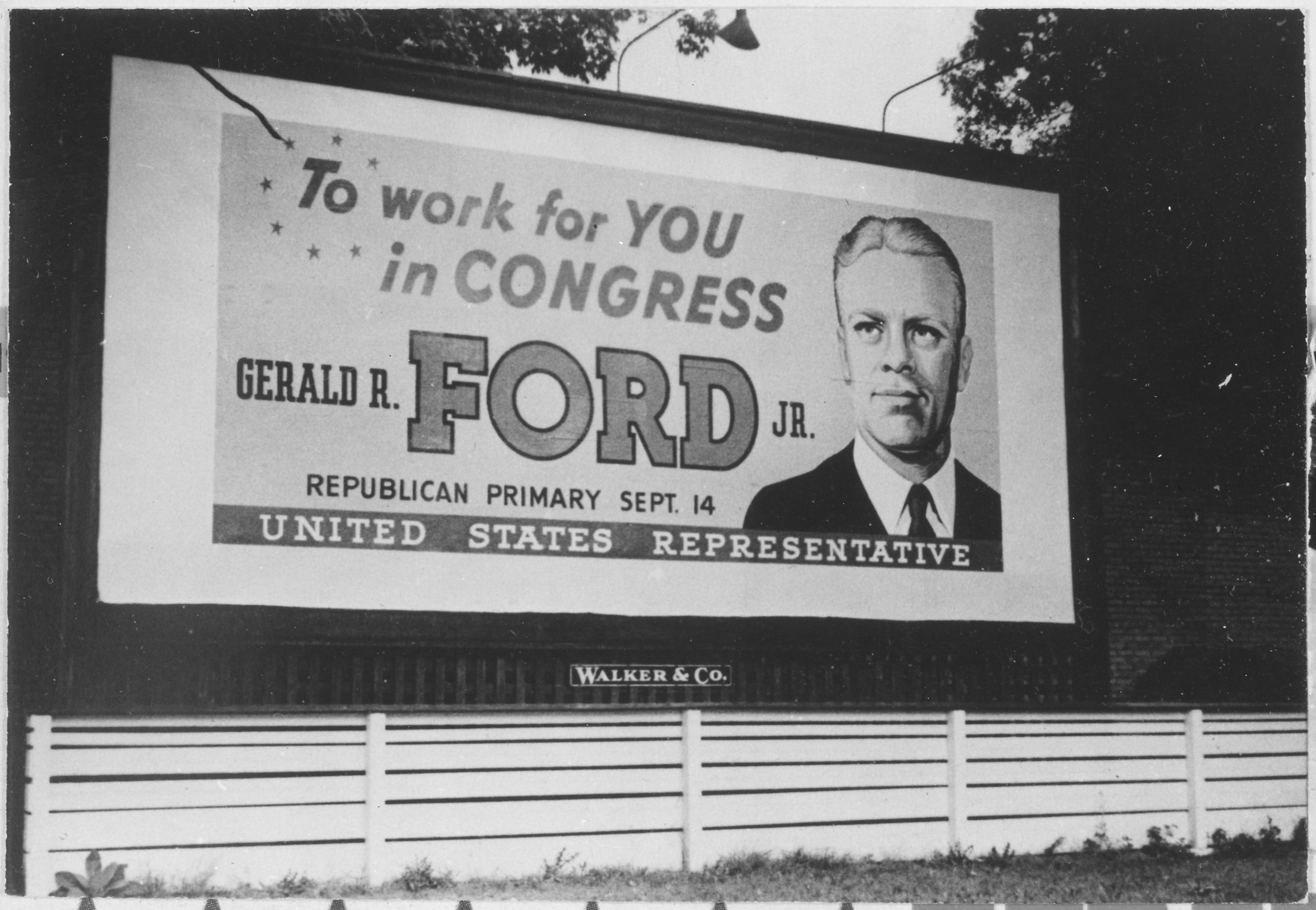
Um outdoor da campanha para o Congresso de Ford em 1948

Após retornar para Grand Rapids em 1946, Ford se tornou ativo na sede local do Partido Republicano e seus apoiadores começaram a insistir que ele desafiasse Bartel J. Jonkman, o republicano incumbente. Naquela altura, o serviço militar havia mudado sua visão do mundo. Ford, certa vez, relembrou: "Eu voltei [da Segunda Guerra] convertido ao internacionalismo". Por outro lado, Bartel era considerado um isolacionista. Durante a campanha de 1948, Ford foi de porta em porta visitar eleitores, também indo às fábricas para falar com os trabalhadores. Ford também visitou fazendas locais onde, em uma situação, uma aposta resultou nele passando duas semanas ordenhando vacas após sua vitória eleitoral.
Ford foi membro da Câmara dos Representantes por vinte e cinco anos pelo 5º distrito de Michigan de 1949 a 1973. Foi um mandato amplamente notável por sua modéstia. Como um editorial do The New York Times o descreveu, Ford "se via como um negociador e um reconciliador, e os registros mostram isso: ele não escreveu uma única peça de legislação importante em toda a sua carreira". Ele foi apontado para o Comitê de apropriações da Câmara dois anos após eleito, sendo ainda um membro proeminente do Subcomitê de apropriações de Defesa. Ford descreveu sua filosofia como "um moderado em assuntos internos, internacionalista nas relações exteriores e conservador na política fiscal". Ford votou a favor das leis de direitos civis de 1957, de 1960, de 1964 e de 1968, além da ratificação da 24ª Emenda à Constituição e da Lei dos direitos de voto de 1965. Ford era conhecido por seus colegas na Câmara como um "Congressista do Congresso".
No começo da década de 1950, Ford se recusou a concorrer para o Senado ou para governador de Michigan. Ao invés disso, sua ambição foi centrada em conseguir se tornar Presidente da Câmara dos Representantes, algo que ele chamou "a conquista final. Para sentar lá e ser o chefe de 434 pessoas e têm a responsabilidade, além da conquista, de tentar dirigir o maior órgão legislativo da história da humanidade ... Acho que tive essa ambição um ou dois anos depois de ter trabalhado na Câmara dos Representantes".

### A Comissão Warren

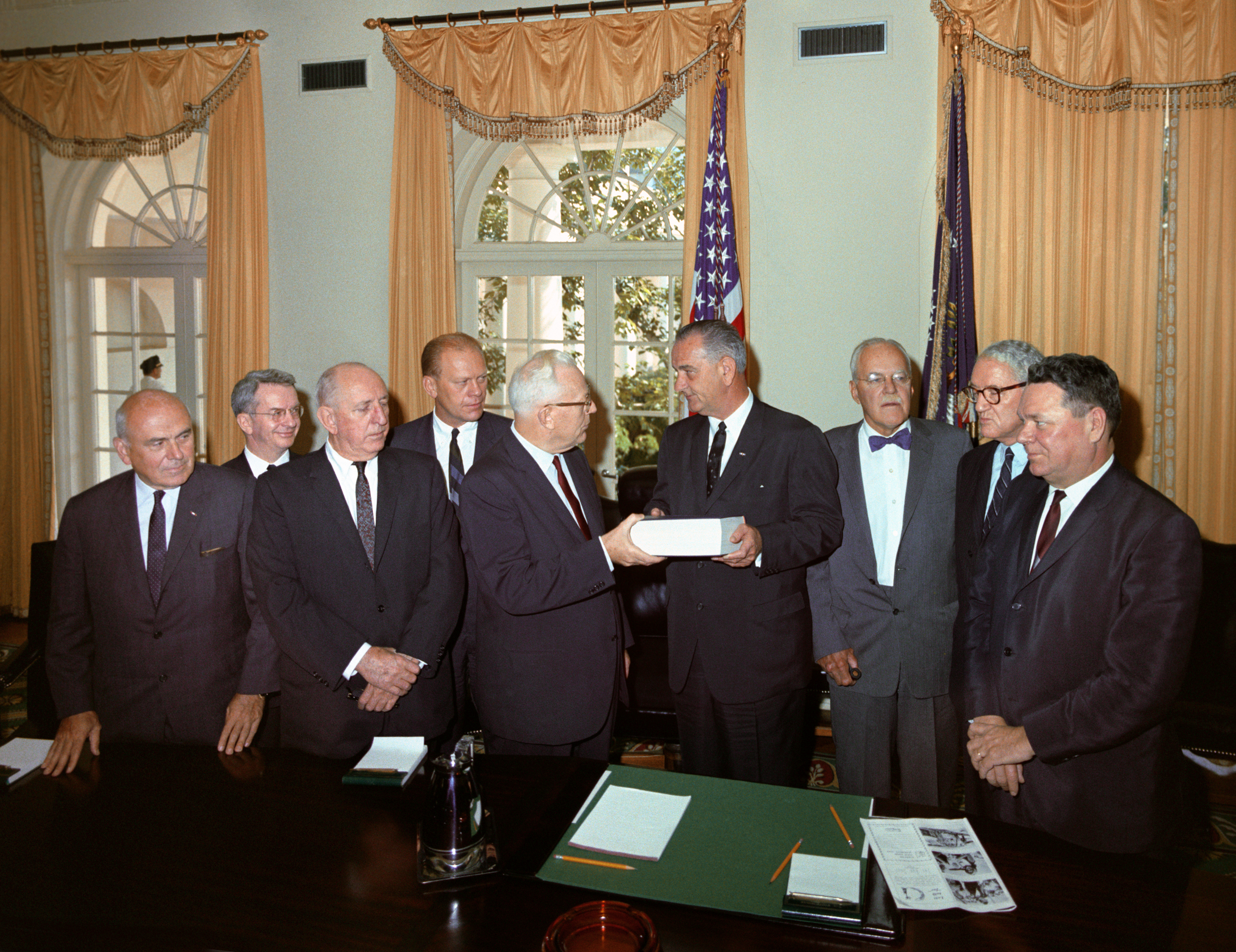
Membros da Comissão Warren (Ford é o quarto da esquerda para direita) apresentando seu relatório ao Presidente Johnson (1964)

Em 29 de novembro de 1963, o Presidente Lyndon B. Johnson apontou Ford para a Comissão Warren, uma força-tarefa especial criada para investigar o assassinato do Presidente John F. Kennedy. Ford foi designado para preparar uma biografia do assassino acusado Lee Harvey Oswald. Ele e Earl Warren também entrevistaram Jack Ruby, o homem que matou Oswald. De acordo com um memorando do FBI de 1963, que foi liberado ao público em 2008, Ford esteve em contato direto com o FBI durante todo o seu tempo na Comissão Warren e transmitiu informações ao vice-diretor, Cartha DeLoach, sobre as atividades do painel. No prefácio de seu livro, A Presidential Legacy and The Warren Commission, Ford defendeu o trabalho da comissão e reiterou seu apoio às suas conclusões.

### Líder da minoria na Câmara (1965–1973)

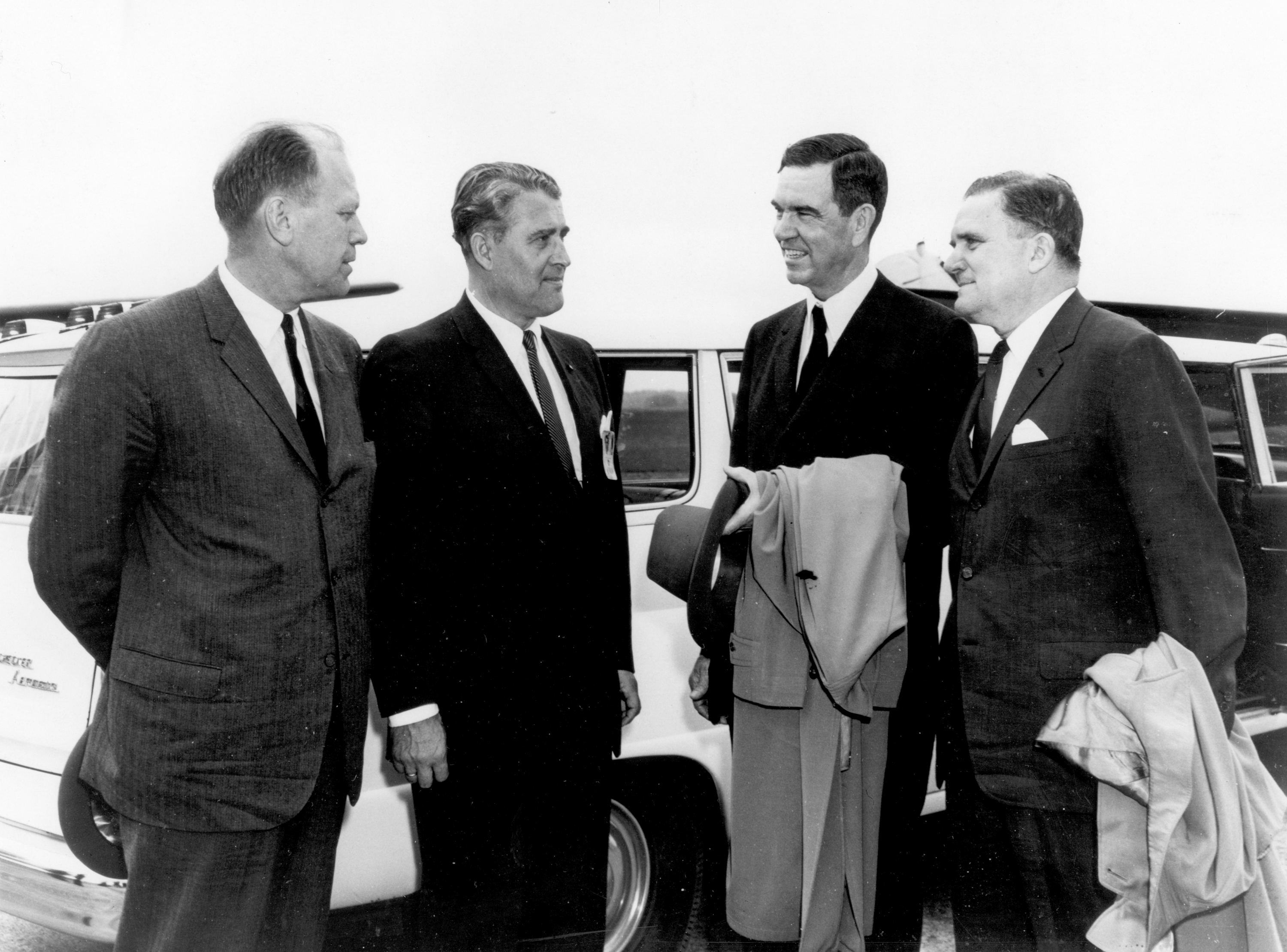
O Congressista Gerald Ford, o diretor do MSFC Wernher von Braun, o congressista George H. Mahon e o administrador da NASA James E. Webb visitando o Centro de Voos Espaciais George C. Marshall para um briefing sobre o Programa Saturno, em 1964

Em 1964, Lyndon Johnson levou seu partido a uma vitória esmagadora nas eleições gerais, não só garantindo outro mandato como presidente, mas também dominando ambas as casas do Congresso, tomando trinta e seis assentos na Câmara dos republicanos. Após a eleição, os membros da bancada republicana procuraram selecionar um novo líder da minoria. Três congressistas se aproximaram de Ford para ver se ele estaria disposto a servir; depois de falar com sua família, ele concordou. Após um pleito contestado, Ford foi escolhido para substituir Charles Halleck, de Indiana, como líder da minoria na Câmara. Os membros do grupo republicano que encorajam e eventualmente endossaram Ford a concorrer como líder da minoria na Câmara ficaram mais tarde conhecidos como os "Young Turks", com um desses congressistas sendo Donald H. Rumsfeld, de Illinois, que mais tarde serviria no seu governo como Chefe de Gabinete e Secretário de Defesa.
Com os democratas no controle de ambas as casas do Congresso, o governo Johnson conseguiu aprovar uma série de projetos legislativos que o presidente chamava de "Grande Sociedade". Durante a primeira sessão do 89ª Congresso, Johnson submeteu 87 projetos para o legislativo, com o presidente assinando 84 delas (cerca de 96%). Em 1966, contudo, o governo Johnson passou a ser duramente criticado pela forma como levava a Guerra do Vietnã, com Ford e os republicanos expressando preocupação se os Estados Unidos não estavam fazendo o necessário para vencer a guerra. A opinião pública também começou a se mover contra Johnson e na eleição legislativa de 1966, os republicanos conquistaram 47 assentos na Câmara. Isso não foi suficiente para dar aos republicanos a maioria na Câmara, mas a vitória deu a Ford a oportunidade de impedir a aprovação de outros programas da Grande Sociedade. A crítica privada de Ford à Guerra do Vietnã se tornou de conhecimento público depois que ele falou do plenário da Câmara e questionou se a Casa Branca tinha um plano claro para levar a guerra a uma conclusão bem-sucedida. O discurso enraiveceu o presidente Johnson, que acusou Ford de ter jogado "futebol [americano] demais sem capacete".
Após Richard Nixon ser eleito presidente em novembro de 1968, o papel de Ford mudou para ser um defensor da agenda da Casa Branca. O Congresso passou várias das propostas de Nixon, incluindo a Lei de Política Ambiental Nacional e a Lei de Reforma Tributária de 1969. Outra vitória de destaque para a minoria republicana foi a passagem da Lei de Assistência Fiscal Estadual e Local. Aprovada em 1972, essa lei garantiu um programa de participação na receita por parte de governos estaduais e municipais. A liderança de Ford foi instrumental na passagem desses projetos, muitos com apoio bipartidário.
Durante os oito anos (1965–1973) que Ford serviu como líder da minoria republicana na Câmara, ele ganhou muitos amigos por causa de sua liderança justa e personalidade inofensiva.

## Vice-presidente (1973–1974)

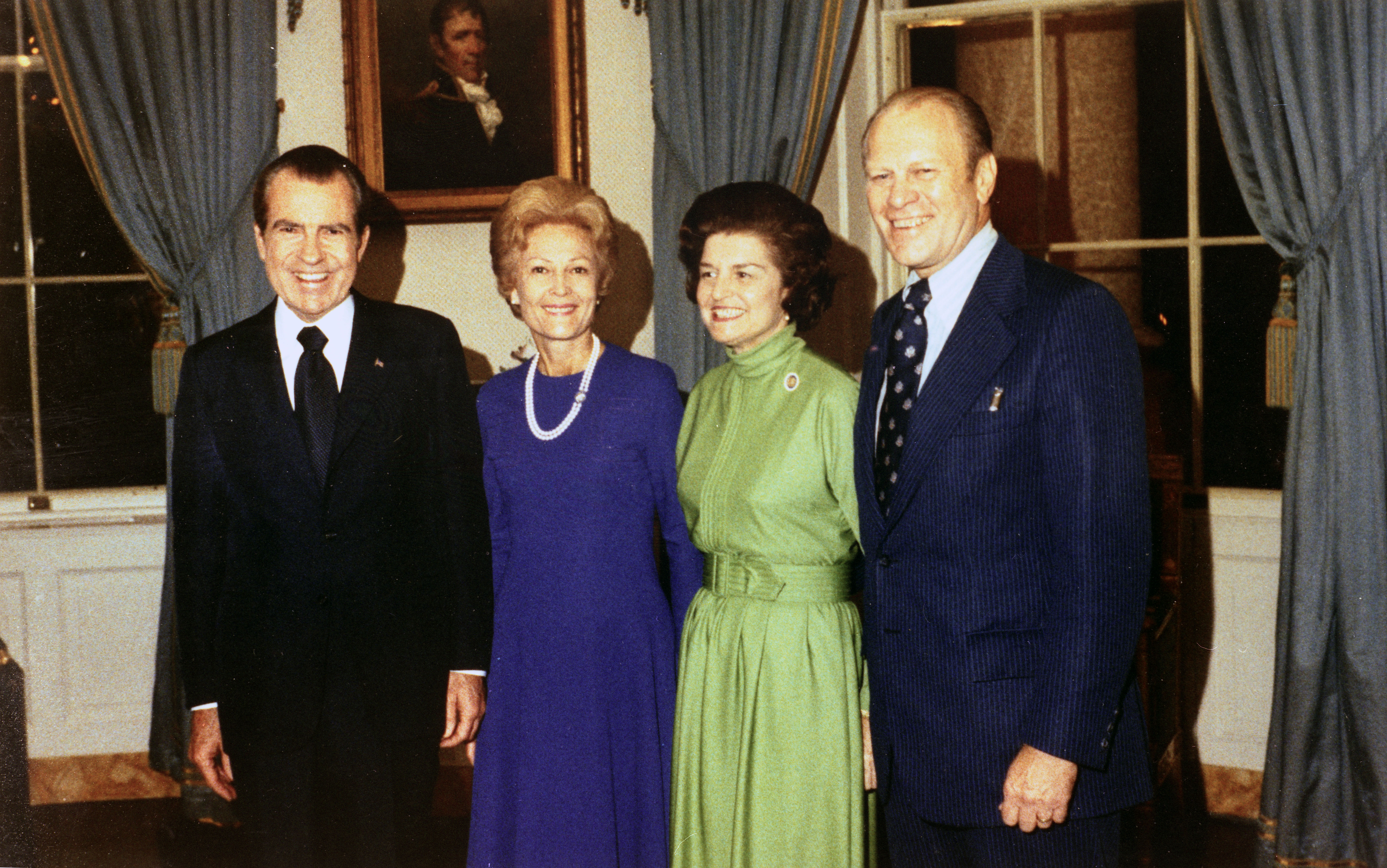
Gerald e Betty Ford com o Presidente Nixon e a Primeira-dama Pat Nixon após a nomeação de Ford para a vice-presidência, em 13 de outubro de 1973

Para se tornar Presidente da Câmara dos Representantes, Ford trabalhou para ajudar republicanos por todo o país para garantir maioria na Câmara, participando de vários eventos. Depois de uma década falhando, ele prometeu à esposa que tentaria novamente em 1974 e se aposentaria em 1976. Em 10 de outubro de 1973, o vice-presidente Spiro Agnew renunciou ao cargo e declarou que não contestaria as acusações criminais de evasão fiscal e lavagem de dinheiro, parte de uma resolução negociada para um esquema no qual ele aceitou US$ 29 500 (US$ 228 847 em dólares de 2020) em subornos enquanto era governador de Maryland. De acordo com o The New York Times, Nixon procurou o conselho de líderes seniores do Congresso sobre quem iria substituir seu vice. O conselho teria sido unânime, com os republicanos indicando Ford para a posição, ao menos de acordo com o então Presidente da Câmara dos Representantes, Carl Albert. Ford concordou, dizendo para sua esposa que a vice-presidência seria "uma boa conclusão" para sua carreira.
Ford foi formalmente nomeado para ocupar a vaga de vice deixada por Agnew em 12 de outubro, sendo esta a primeira vez que a posição de vice-presidente foi passada desde a implementação da 25ª Emenda. O Senado dos Estados Unidos votou para confirmar Ford por 92 a 3 em 27 de novembro. Em 6 de dezembro de 1973, a Câmara dos Representantes igualmente confirmou Ford, numa votação de 387 a 35. Logo em seguida, Ford fez o juramento de posse do cargo.
Ford se tornou vice-presidente justo quando o Caso Watergate estava se desenrolando. Numa quinta-feira, em 1 de agosto de 1974, o Chefe de Gabinete da Casa Branca Alexander Haig contatou Ford e disse para ele se preparar para assumir a presidência. Nessa época, Ford e sua esposa Betty estavam vivendo nos subúrbios da Virgínia, esperando por sua mudança para a recém-designada residência oficial do vice-presidente em Washington, D.C. Contudo, "Al Haig pediu para vir me ver", Ford disse mais tarde, "para me dizer que haveria uma nova fita lançada na segunda-feira, e ele disse que as evidências lá eram devastadoras e que provavelmente haveria um impeachment ou renúncia [do presidente]. Ele afirmou, 'estou apenas avisando que você precisa estar preparado, que as coisas podem mudar drasticamente e você pode se tornar presidente.' E eu disse: 'Betty, acho que nunca vamos morar na casa do vice-presidente.'"

## Presidência (1974–1977)

### Tomando posse

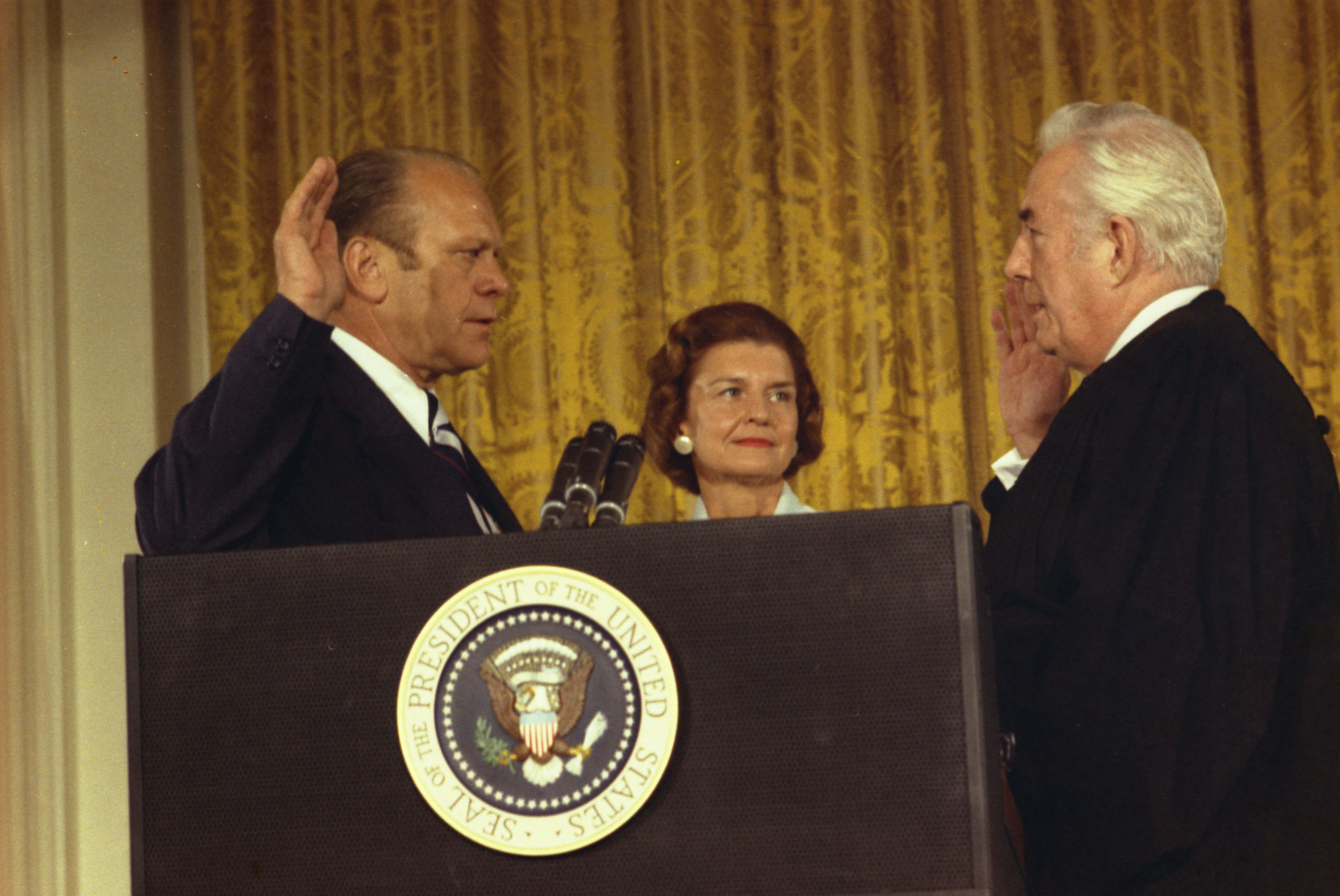
Gerald Ford fazendo seu juramento, perante o Chefe de Justiça Warren E. Burger, se tornando o 38º Presidente dos Estados Unidos

Richard Nixon formalmente renunciou a presidência na manhã de 9 de agosto de 1974, com Ford sendo empossado quase que imediatamente depois. Assim ele se tornou a única pessoa a virar chefe do Executivo da nação sem ter sido previamente votado para o cargo de presidente ou vice-presidente pelo Colégio Eleitoral. O agora Presidente Ford então fez seu primeiro discurso a nação, onde ele notou este detalhe: "Estou perfeitamente ciente de que vocês não me elegeram como seu presidente por meio de suas cédulas, então peço que me confirmem como seu presidente com suas orações". Ele continuou:
"Eu não busquei essa enorme responsabilidade, mas não vou fugir dela. Aqueles que me indicaram e me confirmaram como vice-presidente eram meus amigos e são meus amigos. Eles eram de ambos os partidos, eleitos por todo o povo e agiram de acordo com a Constituição, em seu nome. É apenas justo então que eu deva prometer a eles e a vocês que serei o presidente de todo o povo."
Naquele momento, a nação, no rescaldo do Caso Watergate, estava desiludida com a classe política. A corrupção e aparente mau-caráter que permeou a administração Nixon abalou a confiança do povo americano em seu governo. O Presidente Ford tentou remediar isso em seu discurso de posse:
"Meus companheiros americanos, nosso longo pesadelo nacional acabou. Nossa Constituição funciona; nossa grande República é um governo de leis e não de homens. Aqui, o povo manda. Mas existe um Poder superior, por qualquer nome que o honramos, que ordena não apenas a justiça, mas o amor, não apenas a justiça, mas a misericórdia. [...] Vamos restaurar a regra de ouro para nosso processo político e deixar o amor fraternal limpar nossos corações de suspeitas e ódio."
Em 20 de agosto, Ford nomeou o ex-governador de Nova Iorque, Nelson Rockefeller, para assumir a vaga de vice-presidente. Outro nome que havia surgido para a vaga de vice tinha sido a de George H. W. Bush. Rockefeller passou por extensas audiências diante do Congresso, o que causou constrangimento quando foi revelado que ele deu grandes presentes aos assessores seniores, como Henry Kissinger. Embora os conservadores republicanos não tenham ficado satisfeitos com a escolha de Rockefeller, a maioria deles votou por sua confirmação e sua indicação foi aprovada tanto na Câmara quanto no Senado. Alguns, incluindo Barry Goldwater, votaram contra.

### Perdão de Nixon
Em 8 de setembro de 1974, Ford emitiu a Proclamação 4311, que deu a Nixon um perdão completo e incondicional por qualquer crime que ele tenha cometido contra os Estados Unidos enquanto era presidente. Em uma transmissão televisionada para a nação, Ford explicou que sentiu que o perdão era do melhor interesse do país e que a situação da família Nixon "é uma tragédia na qual todos nós participamos. Pode continuar indefinidamente ou alguém deve escrever o final. Concluí que só eu posso fazer isso e, se posso, devo".

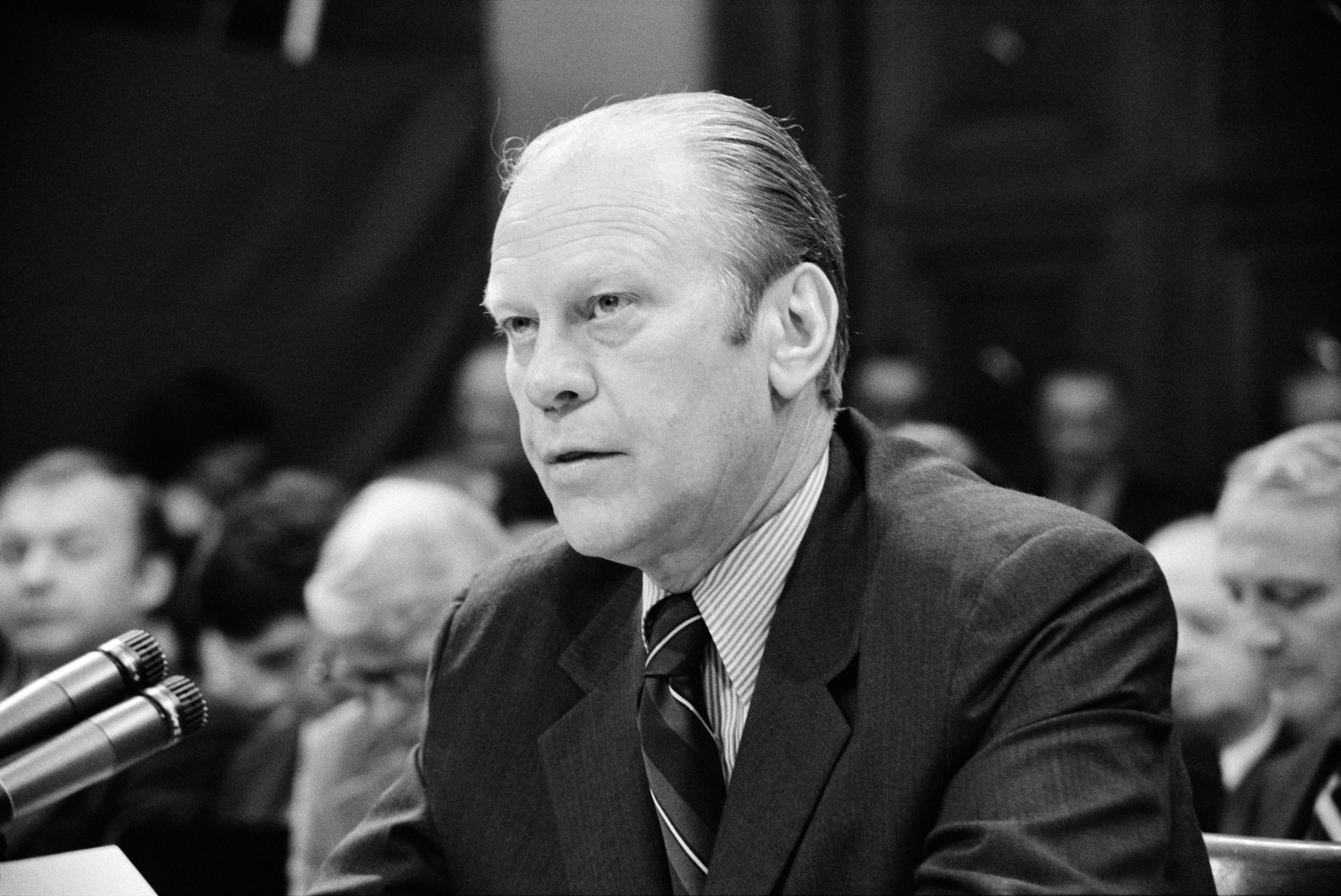
O Presidente Ford em uma audiência, no Subcomitê Judiciário da Câmara dos Representantes, em referência ao seu perdão a Richard Nixon

A decisão de Ford de perdoar Nixon foi altamente controversa. Os críticos ridicularizaram a medida e disseram que uma "barganha corrupta" havia sido firmada entre os dois homens. Foi dito na época que o perdão de Ford foi concedido em troca da renúncia de Nixon, que elevou Ford à presidência. O primeiro secretário de imprensa de Ford, e seu amigo pessoal, Jerald terHorst, renunciou a posição após o perdão. De acordo com Bob Woodward, foi Alexander Haig, o chefe de gabinete de Nixon, que propôs o acordo de perdão a Ford. Ele decidiu, mais tarde, perdoar Nixon por outros motivos, principalmente a amizade que os dois compartilhavam. Independentemente disso, historiadores acreditam que essa controvérsia foi uma das principais razões pelas quais o presidente Ford perdeu a eleição presidencial de 1976, uma observação que Ford concordava. Em um editorial lançado na época, o The New York Times disse que o perdão de Nixon foi "um ato profundamente insensato, divisivo e injusto" que, em um golpe só, "destruiu a credibilidade do novo presidente como um homem de julgamento, franqueza e competência". Em 17 de outubro de 1974, Ford testemunhou perante o Congresso a respeito do perdão. Ele foi o primeiro presidente no cargo a testemunhar perante a Câmara dos Representantes desde Abraham Lincoln na década de 1860. O perdão a Nixon acabou sendo possivelmente o evento marcante da presidência de Gerald Ford. Como resultado, seu índice de popularidade despencou, de 71% para cerca de 50%, naquela altura.
Nos meses que se seguiram ao perdão, Ford frequentemente se recusava a mencionar o nome do presidente Nixon, referindo-se a ele em público como "meu predecessor" ou "o ex-presidente". Quando, em uma viagem à Califórnia em 1974, o correspondente da Casa Branca Fred Barnes pressionou Ford sobre o assunto, o presidente respondeu de maneira surpreendentemente franca: "Simplesmente não consigo me obrigar a dizer o nome dele".
Depois que Ford deixou a Casa Branca em janeiro de 1977, ele justificou, em privado, seu perdão a Nixon carregando em sua carteira uma parte do texto da decisão Burdick v. United States, da Suprema Corte, em 1915, que afirmava que um perdão indicava uma presunção de culpa e que a aceitação de um perdão era equivalente a uma confissão dessa culpa. Em 2001, a fundação da Biblioteca e Museu Presidencial John F. Kennedy deu a Ford o Prêmio Profile in Courage por causa do perdão a Nixon. Na cerimônia para dar o prêmio a Ford, o Senador Edward Kennedy disse que inicialmente se opôs ao perdão, mas depois decidiu que a história provou que Ford tomou a decisão correta.

### Gabinete e eleições de meio de mandato
O Presidente Ford herdou o gabinete de Nixon. Nos três anos que ocupou a presidência, Ford trocou todos os membros do gabinete, com exceção do Secretário de Estado Henry Kissinger e o Secretário do Tesouro William E. Simon. A maioria dessas mudanças aconteceu no outono de 1975 e ficaram conhecidas como "Massacre de Halloween" e se deram principalmente devido a conflito de ideias entre os integrantes do gabinete e o presidente. Entre as nomeações, estava William Coleman, o Secretário de Transportes, que foi o segundo afro-americano a servir num gabinete presidencial (depois de Robert C. Weaver) e o primeiro indicado por um presidente republicano.

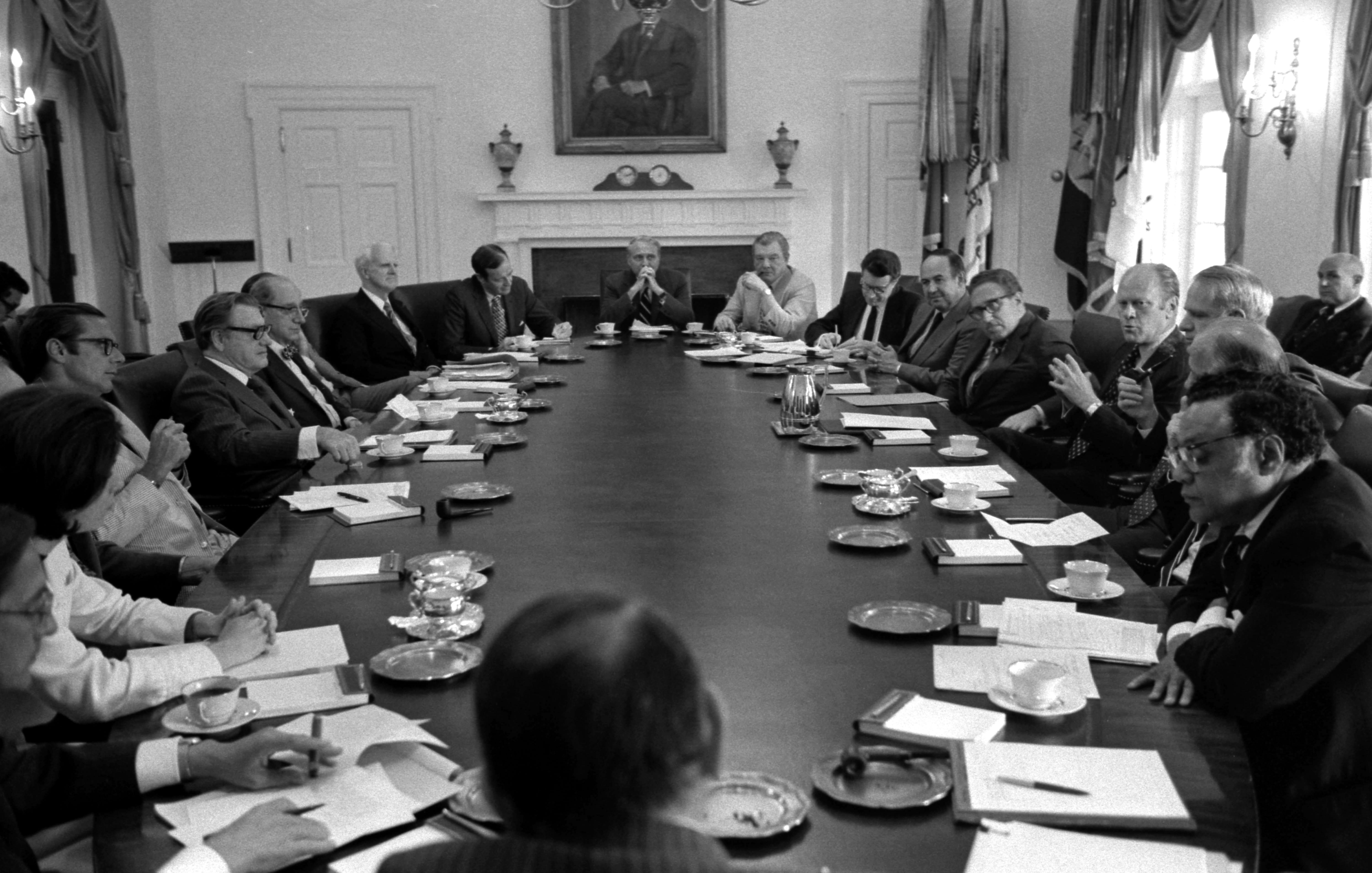
O presidente Ford se reunindo com seu gabinete, em junho de 1975

Ford escolheu George H. W. Bush como enviado especial para a China, em 1974, e depois o nomeou para Diretor da CIA em 1975.
A equipe de transição de Ford foi liderada por Donald Rumsfeld, seu Chefe de Gabinete. Em 1975, Rumsfeld foi nomeado por Ford para servir no posto de Secretário de Defesa. O presidente então escolheu Richard Cheney, um jovem político do Wyoming, para substituir Rumsfeld como Chefe de Gabinete da Casa Branca; Cheney ainda se tornou depois o gerente de campanha de Ford na eleição de 1976.
Três meses após a posse de Ford, ocorreram eleições para renovar o Congresso. No rescaldo do Caso Watergate e o perdão de Nixon, os Republicanos não eram muito populares. Se aproveitando disso, os Democratas facilmente dominaram a eleição, tomando 49 assentos na Câmara dos Representantes (conquistando 291 assentos de 435) e quatro no Senado (de 57 para 61). Com essa maioria absoluta, o 94º Congresso foi o que mais reverteu vetos presidenciais desde o governo de Andrew Johnson (1865–1869).

### Política doméstica

#### Economia

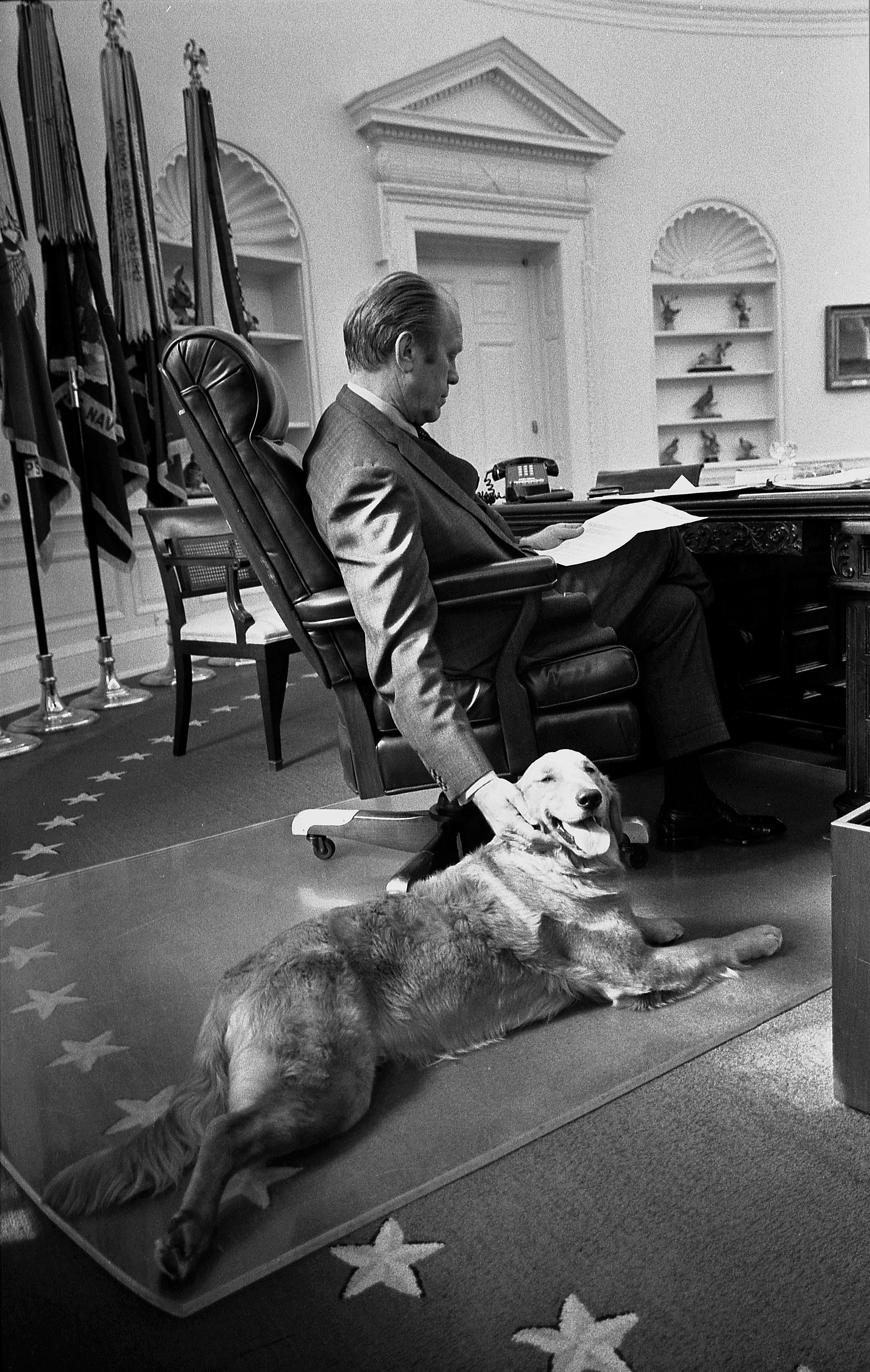
O presidente Ford com seu cachorro Liberty

A economia dos Estados Unidos estava sofrendo na segunda metade da década de 1970 e o governo Ford fez de melhorar a situação como uma de suas prioridades. Um dos primeiros atos do novo presidente para tratar da economia foi criar, por decreto, em 30 de setembro de 1974, o Conselho de Política Econômica. Em outubro de 1974, em resposta ao aumento da inflação, Ford foi perante o público americano e pediu-lhes que "acabassem com a inflação" (em inglês, "Whip Inflation Now", ou "WIN"). O presidente queria começar o movimento "WIN", para tentar conscientizar a população sobre os perigos da inflação, que o governo acreditava que era a maior ameaça para a economia (mais do que o desemprego, que também estava em alta). Em retrospecto, isso foi visto simplesmente como um truque de relações públicas que não tinha como resolver os problemas subjacentes. Em outubro, o Presidente Ford foi então para o Congresso para vender seu plano econômico, que incluía um aumento temporário (de um ano) de 5% no imposto de renda das empresas e sobre indivíduos ricos, além de um corte de US$ 4,4 bilhões no orçamento, para tentar manter os gastos do governo abaixo de US$ 300 bilhões de dólares. Na época, a inflação girava em torno de 12%.
O orçamento federal sofreu com um déficit em todos os anos que Ford foi presidente. Em 1975, o presidente assinou o Education for All Handicapped Children Act, apesar de suas reservas sobre como o programa seria financiado em uma era de orçamento desbalanceado, que estabeleceu educação especial por todo os Estados Unidos.
Entre 1973 e 1975, a economia americana entrou em forte recessão, no pior cenário macroeconômico desde a Grande Depressão quatro décadas antes. O foco do governo Ford voltou-se para conter o aumento do desemprego, que atingiu 9% em maio de 1975. Em janeiro de 1975, Ford propôs uma redução de impostos de um ano de US$ 16 bilhões para estimular o crescimento econômico, junto com cortes de gastos para evitar a inflação. Ford foi muito criticado por o quão rápido ele mudou de ideia indo da defesa de um aumento de impostos para então argumentar por reduzir as tributações em um período de grande déficit orçamentário. No Congresso, o valor proposto para a redução de impostos aumentou para US$ 22,8 bilhões, com o governo recuando de pedir cortes de gastos. Em março de 1975, o Congresso passou o Tax Reduction Act de 1975, que reduziu o imposto de renda federal. Isso resultou em um aumento do déficit do governo para cerca de US$ 53 bilhões no ano fiscal de 1975 e US$ 73,7 bilhões em 1976. No geral, a economia sofreu durante a administração Ford. A dívida pública, o desemprego e a inflação cresceram, a confiança do consumidor caiu e a manufatura interna entrou em grande declínio, principalmente devido ao fortalecimento das economias na Ásia.

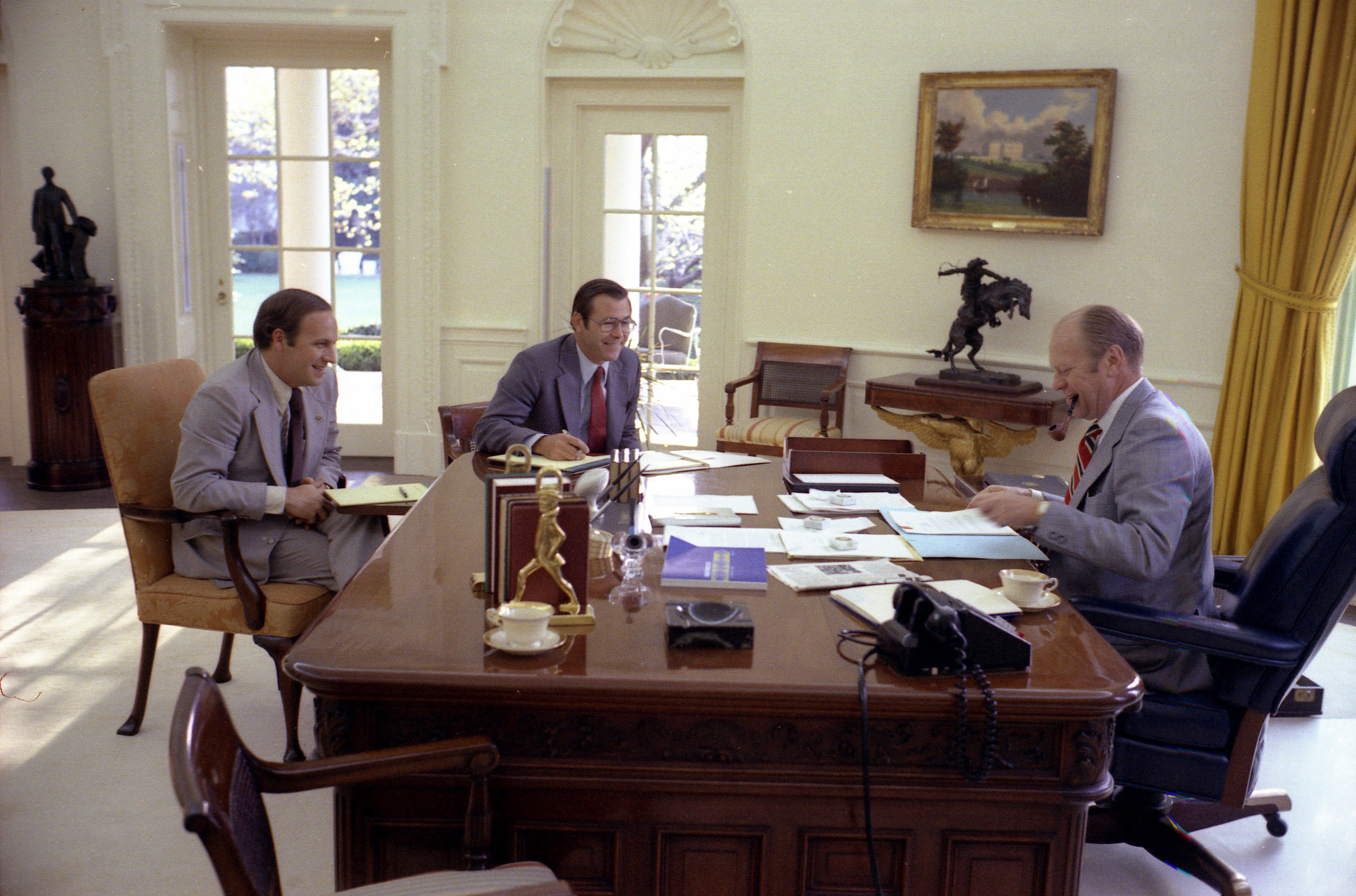
Presidente Ford junto com Rumsfeld e Cheney no Salão Oval, em 1975

Em um incidente notório, em 1975, a cidade de Nova Iorque estava na beira da falência, com o prefeito Abraham Beame não conseguindo o apoio de Ford para um programa de resgate financeiro federal. O jornal Daily News famosamente colocou na sua primeira capa "Ford to City: Drop Dead" ("Ford para a Cidade: Caia Morto"), em referência ao que a Casa Branca havia dito que o presidente vetaria qualquer tipo de plano de resgate para Nova Iorque.

#### Gripe suína
Em 1976, Ford foi confrontado por uma provável pandemia de gripe suína (a variante H1N1 começou a infectar humanos no começo da década). Em 5 de fevereiro de 1976, um recruta do exército em Fort Dix misteriosamente morreu e outros quatro militares foram hospitalizados; oficiais de saúde anunciaram que a "gripe suína" fora a causa. Logo depois, o governo começou a pedir para as pessoas se vacinarem. Embora o programa de vacinação tenha sido afetado por atrasos e problemas de relações públicas, cerca de 25% da população se vacinou quando o programa foi cancelado em dezembro de 1976.

#### Outros assuntos
Ford era favorável a passagem do Equal Rights Amendment, que seria uma emenda à Constituição para garantir direitos iguais para todos os americanos independente do gênero.
Como presidente, a posição de Ford sobre o aborto era de que ele apoiava "uma emenda constitucional federal que permitiria a cada um dos 50 estados fazer sua escolha". Esta era sua posição desde os seus tempos como líder da minoria na Câmara em resposta a decisão de 1973 da Suprema Corte no Caso Roe v. Wade, que ele se opôs. Ford foi criticado por uma entrevista no 60 Minutes que sua esposa Betty deu em 1975, onde ela comentou que Roe v. Wade foi uma "ótima, ótima decisão". Mais tarde na vida, Gerald Ford se identificaria como um pró-escolha.

### Política externa

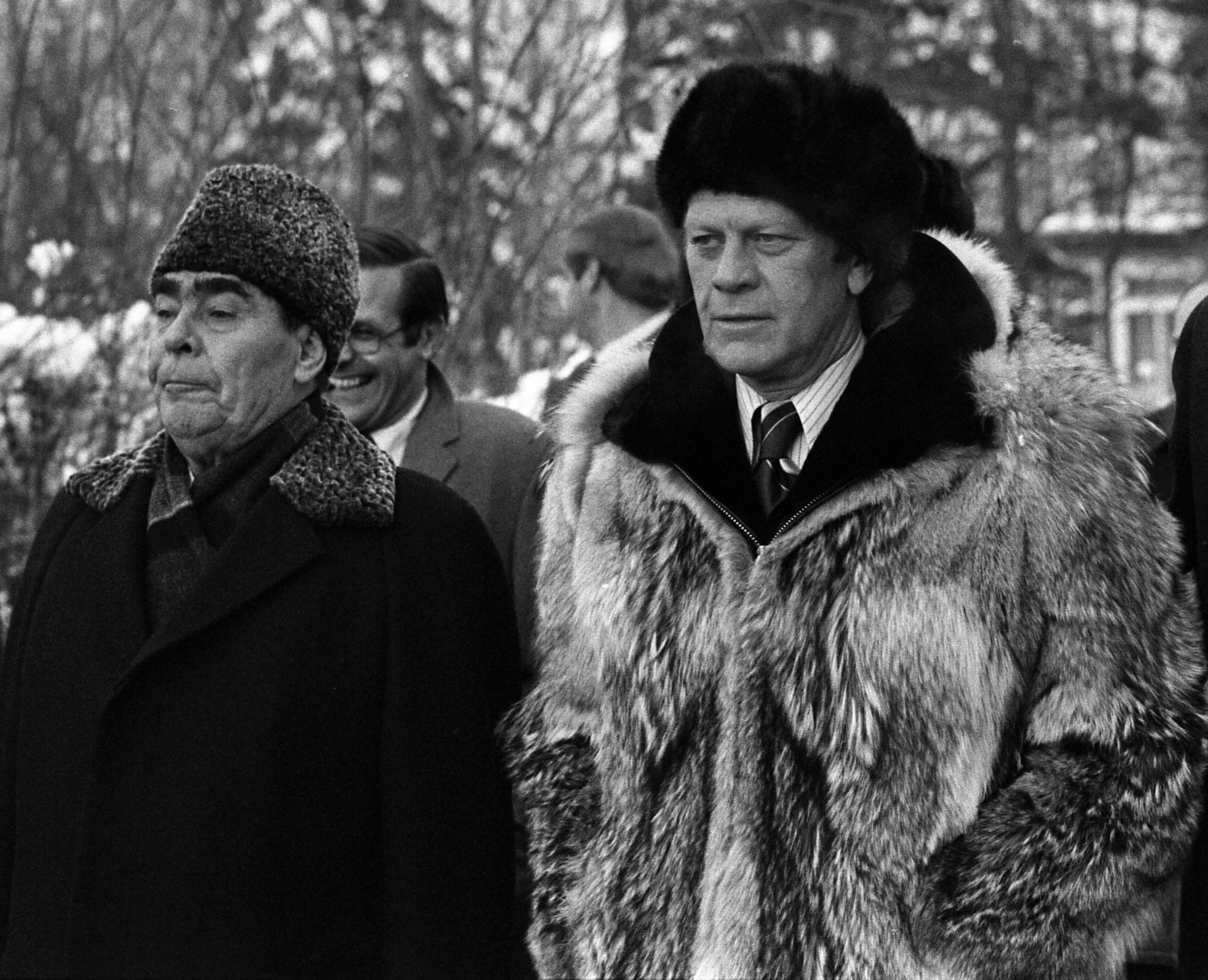
Ford no encontro o líder soviético Leonid Brezhnev assinatura do tratado SALT na base aérea de Vozdvizhenka, no Krai de Primorsky, em novembro de 1974

O Presidente Ford continuou a política de détente com relação a União Soviética e a China, diminuindo as tensões da Guerra Fria. Ele herdou do governo Nixon as Conversações sobre Limites para Armas Estratégicas (SALT). O descongelamento da relação provocado pela visita de Nixon a China foi reforçada por uma nova visita, desta vez de Ford, em dezembro de 1975. O governo então firmou os Acordos de Helsinque com os soviéticos em 1975, criando a estrutura do Helsinki Watch, uma organização não governamental independente criada para monitorar a conformidade, que mais tarde evoluiu para a Human Rights Watch.
Ford atendeu a primeira reunião do chamado Grupo dos Sete (G7), um encontro das nações mais industrializadas do mundo (inicialmente o G5) em 1975 e conseguiu que o Canadá entrasse no grupo. Ford defendia soluções internacionais para os problemas globais, ao invés de abordagens unilaterais. "Nós vivemos em um mundo interdependente e, portanto, devemos trabalhar juntos para resolver problemas econômicos comuns", ele disse em um discurso em 1974.
De acordo com documentos internos da Casa Branca e da Comissão publicados em fevereiro de 2016 pelo Arquivo de Segurança Nacional da Universidade na George Washington, membros do governo de Gerald Ford alteraram significativamente o relatório final da Comissão Rockefeller de 1975, supostamente independente, que investigava as atividades domésticas da CIA, sob as objeções de altos funcionários da Comissão. As mudanças incluíam a remoção de uma seção inteira de 86 páginas sobre os planos de assassinato da CIA e várias edições ao relatório do então vice-chefe de Gabinete da Casa Branca, Richard Cheney.

#### Oriente Médio

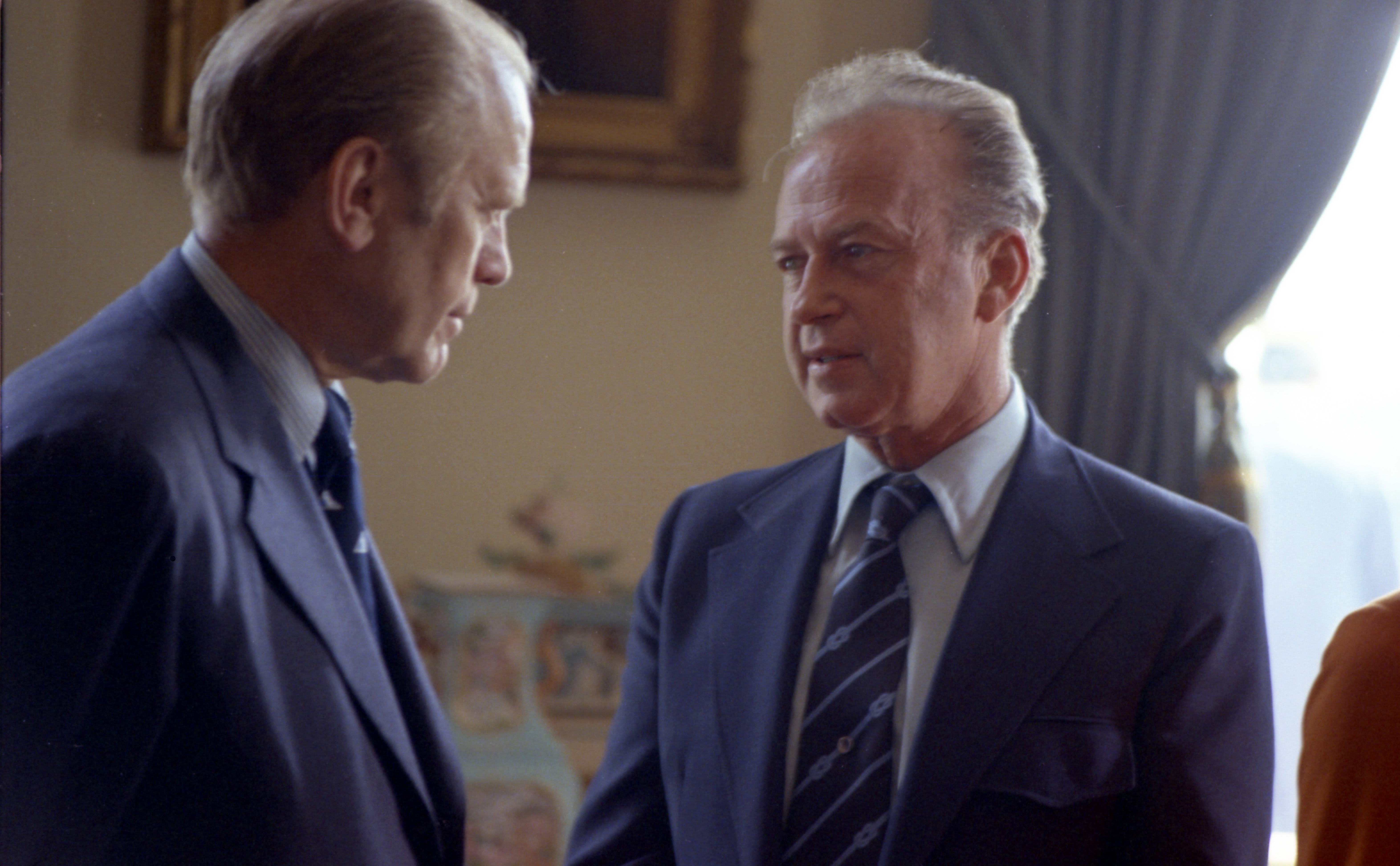
O presidente Ford com Yitzhak Rabin, o primeiro-ministro de Israel

Duas situações no Oriente Médio se desenrolavam e chamavam a atenção dos Estados Unidos em meados da década de 1970. Primeiro, o Conflito Cipriota que começou com a invasão turca de Chipre, em junho de 1974, causando problemas para OTAN. Desiludido, o governo grego optou por sair da estrutura militar da OTAN. Em setembro, o Congresso votou por encerrar toda a ajuda militar para a Turquia. Ford, preocupado tanto com o efeito disso nas relações turco-americanas quanto com a deterioração da segurança na frente oriental da OTAN, vetou o projeto. Um segundo projeto de lei foi então aprovado pelo Congresso, que Ford também vetou, embora um acordo tenha sido aceito para continuar a ajuda até o final do ano. A relação entre a Turquia e os Estados Unidos seguiria fria por algum tempo. Outra questão era o Conflito árabe-israelense.

Ford se encontrando com Anwar Sadat, o presidente do Egito, em Salzburgo, em 1975

Em outubro de 1973, a Resolução 338 da ONU pôs um fim a Guerra do Yom Kippur. Naquela altura, a política externa do Secretário de Estado Henry Kissinger para a região estava dando quase nenhum progresso. Ford estava frustrado com a lentidão de Kissinger e com a postura de Israel nas negociações com o Egito. Ele então notificou o primeiro-ministro israelense Yitzhak Rabin que ele estaria "reavaliando" a política externa americana para o Oriente Médio. Por seis meses, entre março e setembro de 1975, os Estados Unidos se recusaram a concluir quaisquer novos acordos de armas com o governo israelense. Rabin observou que aquele havia sido "dos piores períodos nas relações americano-israelenses". A comunidade judaica nos Estados Unidos ficou furiosa e o lobby israelense no Congresso agiu com firmeza. Um grupo de seis senadores escreveram uma carta para o Presidente Ford para que ele pensasse direito a respeito de liberar ou não US$ 2,59 bilhões em ajuda para Israel. Ford, por sua vez, não gostou desta nova intrusão do legislativo em assuntos de relações exteriores. A ajuda militar americana para os israelenses só foi retomada em setembro de 1975.

#### Vietnã

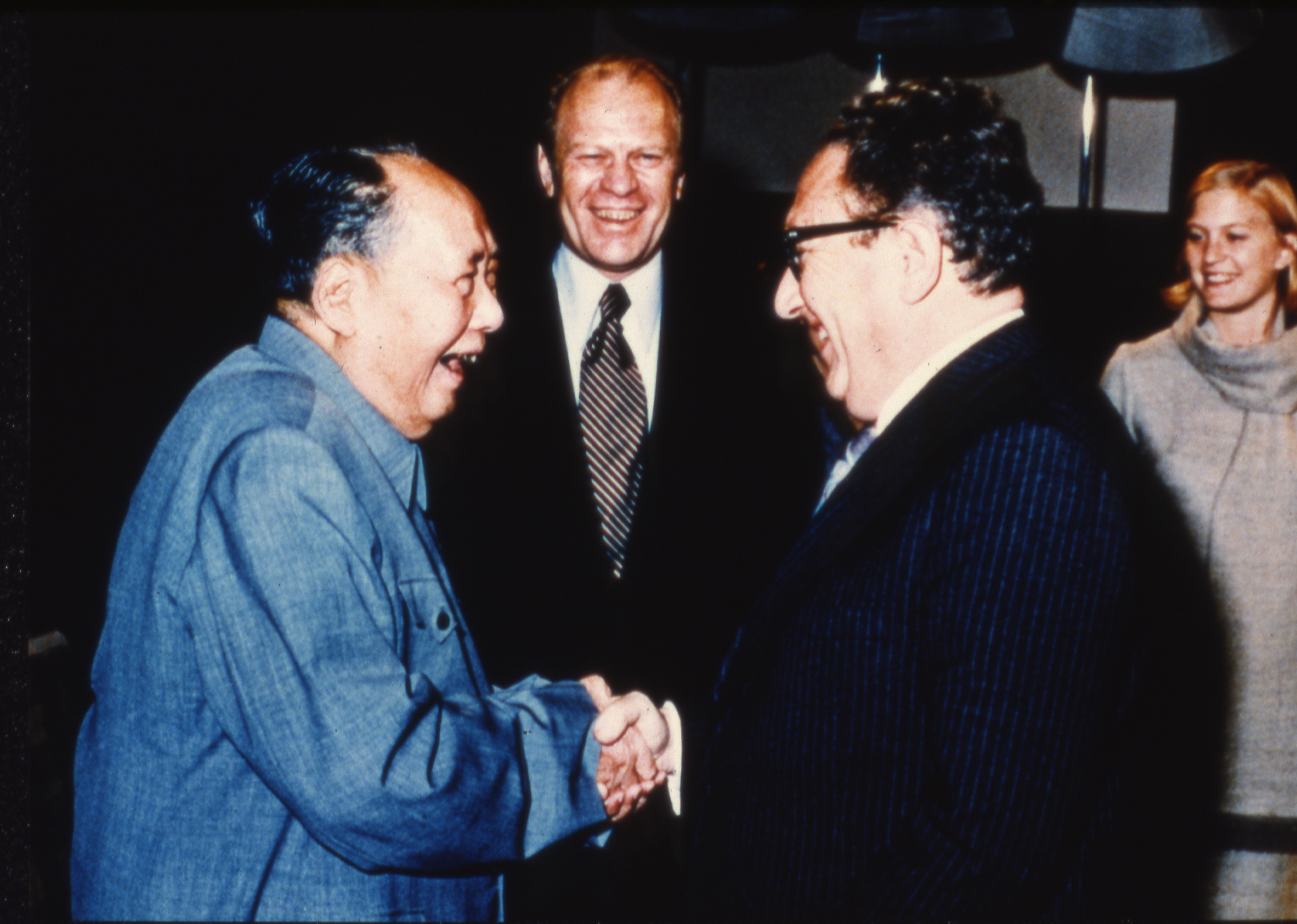
Ford e sua filha Susan assistem Henry Kissinger (à direita) apertar a mão de Mao Zedong, em 2 de dezembro de 1975

Um dos acontecimentos mais marcantes do governo Ford foi o fim da Guerra do Vietnã. Os Estados Unidos haviam encerrado suas ações militares contra o Vietnã do Norte após a assinatura dos Acordos de Paz de Paris, em 27 de janeiro de 1973. Os acordos declararam um cessar-fogo entre o Vietnã do Norte e do Sul, e exigia a liberação de todos os prisioneiros de guerra americanos. Um dos temas centrais do acordo previa a manutenção da integridade territorial do Vietnã e, assim como a Conferência de Genebra de 1954, estabelecia a convocação de eleições no Norte e Sul. Os Acordos de Paris haviam estabelecido um período de sessenta dias para que as forças americanas se retirassem completamente do Vietnã.
Os acordos haviam sido negociados entre o então Conselheiro de Segurança Nacional dos Estados Unidos, Henry Kissinger, e o membro do politburo norte-vietnamita Lê Đức Thọ. O presidente sul-vietnamita Nguyen Van Thieu não esteve envolvido nas negociações finais e criticou publicamente o acordo proposto. No entanto, as pressões antiguerra dentro dos Estados Unidos forçaram Nixon e Kissinger a pressionar Thieu a assinar o acordo e permitir a retirada das tropas americanas. Em várias cartas ao presidente sul-vietnamita, Nixon prometeu que os Estados Unidos defenderiam o governo de Thieu, caso os norte-vietnamitas violassem os acordos.

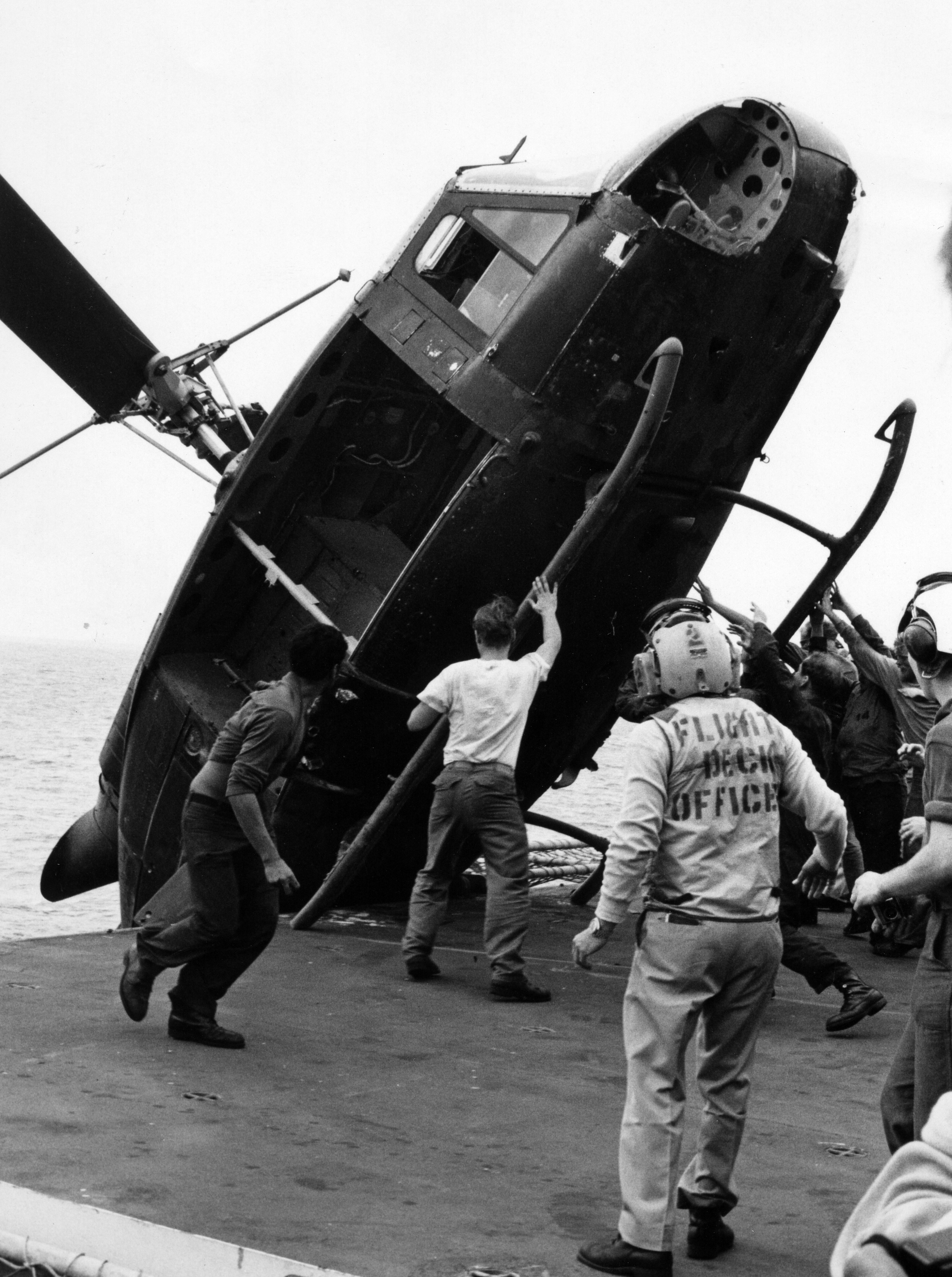
Um helicóptero UH-1 Huey, abordo da embarcação USS Okinawa, sendo jogado no mar para dar espaço para os refugiados durante a evacuação, em abril de 1975

Em dezembro de 1974, quatro meses após a posse de Ford, forças do Vietnã do Norte atacaram a província de Phuoc Long, no sudeste do Vietnã do Sul. O general Trần Văn Trà procurou avaliar qualquer resposta sul-vietnamita ou americana à invasão, bem como resolver questões logísticas, antes de prosseguir com a invasão em larga escala que se seguiu.
Enquanto as forças norte-vietnamitas invadiam o sul, o Presidente Ford requisitou ao Congresso cerca de US$ 722 milhões em ajuda para o Vietnã do Sul, que havia sido prometido pelo governo Nixon. O Congresso, contudo, votou contra o pedido do presidente, por uma boa margem. O senador Jacob K. Javits afirmou: "grandes somas para a evacuação, mas nem um centavo para ajuda militar". O presidente Thieu renunciou em 21 de abril de 1975, culpando publicamente a falta de apoio dos Estados Unidos pela queda de seu país. Dois dias mais tarde, em 23 de abril, Ford deu um discurso na Universidade Tulane, onde anunciou que a Guerra do Vietnã havia acabado, "no que diz respeito à América". Este anúncio foi recebido com aplausos estrondosos.
Cerca de 1 373 cidadãos americanos e 5 595 vietnamitas e outros cidadãos de outras nações de terceiro mundo foram evacuados de Saigon, a capital do Vietnã do Sul, durante a Operação Vento Constante. Nessa ação, helicópteros militares e da CIA levaram os evacuados para navios da marinha dos Estados Unidos durante um período de vinte e quatro horas entre 29 e 30 de abril de 1975, imediatamente precedendo a Queda de Saigon. Durante a operação, havia tantos helicópteros ocupando o deque dos navios, que algumas aeronaves tiveram de ser jogadas no mar para abrir espaço para os refugiados. Outros helicópteros, sem ter onde pousar, pousaram deliberadamente no mar após deixarem seus passageiros, perto dos navios, e seus pilotos saltaram no último momento para serem resgatados por barcos menores. Estas imagens chocaram a opinião pública americana.
Muitos dos evacuados vietnamitas foram autorizados a entrar nos Estados Unidos sob a Lei de Migração e Assistência a Refugiados da Indochina. Esse ato de 1975 liberou US$ 455 milhões de dólares para custo de reassentamento de refugiados da Indochina em território americano. No total, cerca de 130 000 refugiados vietnamitas fugiram para os Estados Unidos apenas em 1975. Nos anos seguintes, milhares mais partiriam em direção a América.
A vitória do Vietnã do Norte sobre o Sul levou a uma mudança considerável nos ventos políticos na Ásia, e os oficiais do governo Ford preocuparam-se com a consequente perda de influência dos Estados Unidos na região. O governo americano provou que estava disposto a responder energicamente aos desafios aos seus interesses na região em duas ocasiões, uma quando as forças do Khmer Vermelho apreenderam um navio americano em águas internacionais e novamente quando oficiais militares americanos foram mortos na zona desmilitarizada (DMZ) entre as Coreis Norte e do Sul.

#### Timor Leste

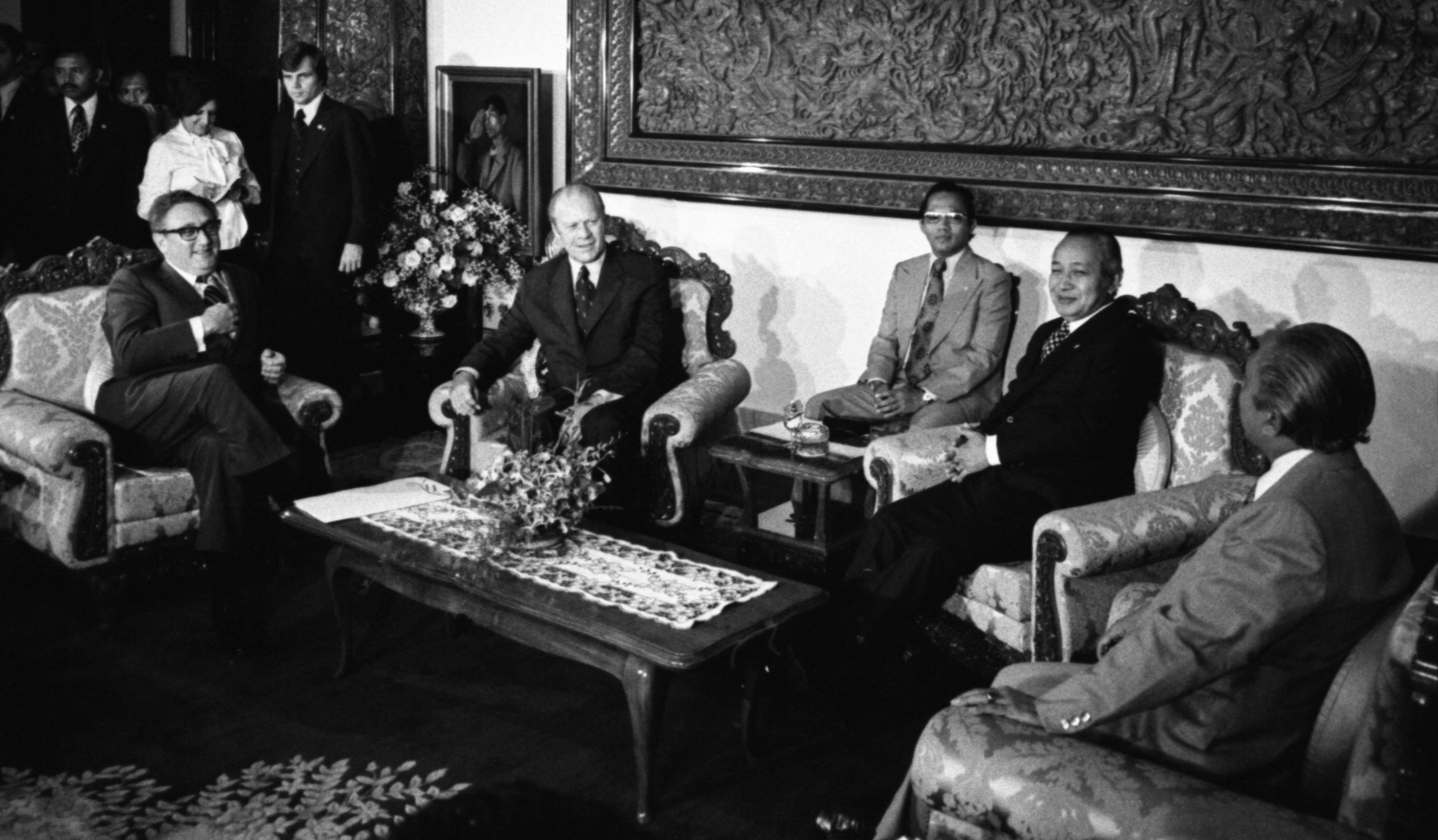
O presidente indonésio Suharto com Ford e Kissinger em Jakarta, em 6 de dezembro de 1975, um dia antes da Invasão indonésia de Timor-Leste

A antiga colônia portuguesa do Timor Leste havia declarado independência em 1975. O ditador da Indonésia, Suharto, era um grande aliado dos Estados Unidos no Sudeste da Ásia. Em dezembro de 1975, Suharto discutiu planos para invadir o Timor Leste em um encontro com Ford e Henry Kissinger na capital Jacarta. Tanto Ford quanto Kissinger afirmaram que os Estados Unidos não iriam se opor a anexação do Timor Leste pela Indonésia. De acordo com Ben Kiernan, essa invasão e ocupação resultou na morte de um-quarto da população timorense entre 1975 a 1981.

### Tentativas de assassinato
Ford enfrentou duas tentativas de assassinato durante a sua presidência, com um intervalo de menos de três semanas entre elas. Em Sacramento, Califórnia, em 5 de setembro de 1975, Lynette "Squeaky" Fromme, uma seguidora de Charles Manson, apontou uma pistola Colt calibre 45 para Ford. Quando Fromme puxou o gatilho, Larry Buendorf, um agente do Serviço Secreto, pegou a arma e conseguiu inserir o seu polegar sob o gatilho, impedindo o disparo. Foi averiguado mais tarde que, embora a arma estivesse carregada com quatro cartuchos, a pistola não funcionou direito, impossibilitando que a arma disparasse. Fromme foi levada em custódia e depois julgada por tentativa de assassinato ao presidente, sendo condenada à prisão perpétua.
Logo após a primeira tentativa de assassinato, o Serviço Secreto começou a manter Ford a uma distância mais segura de multidões, uma estratégia que pode ter salvado sua vida, dezessete dias depois. Quando o presidente deixou um hotel em São Francisco, Sara Jane Moore, em pé entre uma multidão de pessoas que atravessavam a rua, apontou o revólver para ele. No momento do disparo, o ex-fuzileiro Oliver Sipple pegou na arma e desviou a trajetória do projétil, deixando uma pessoa ferida. Moore foi condenada à prisão perpétua, conseguindo liberdade condicional somente em 31 de dezembro de 2007, depois de trinta e dois anos de prisão.

### Apontamentos judiciais

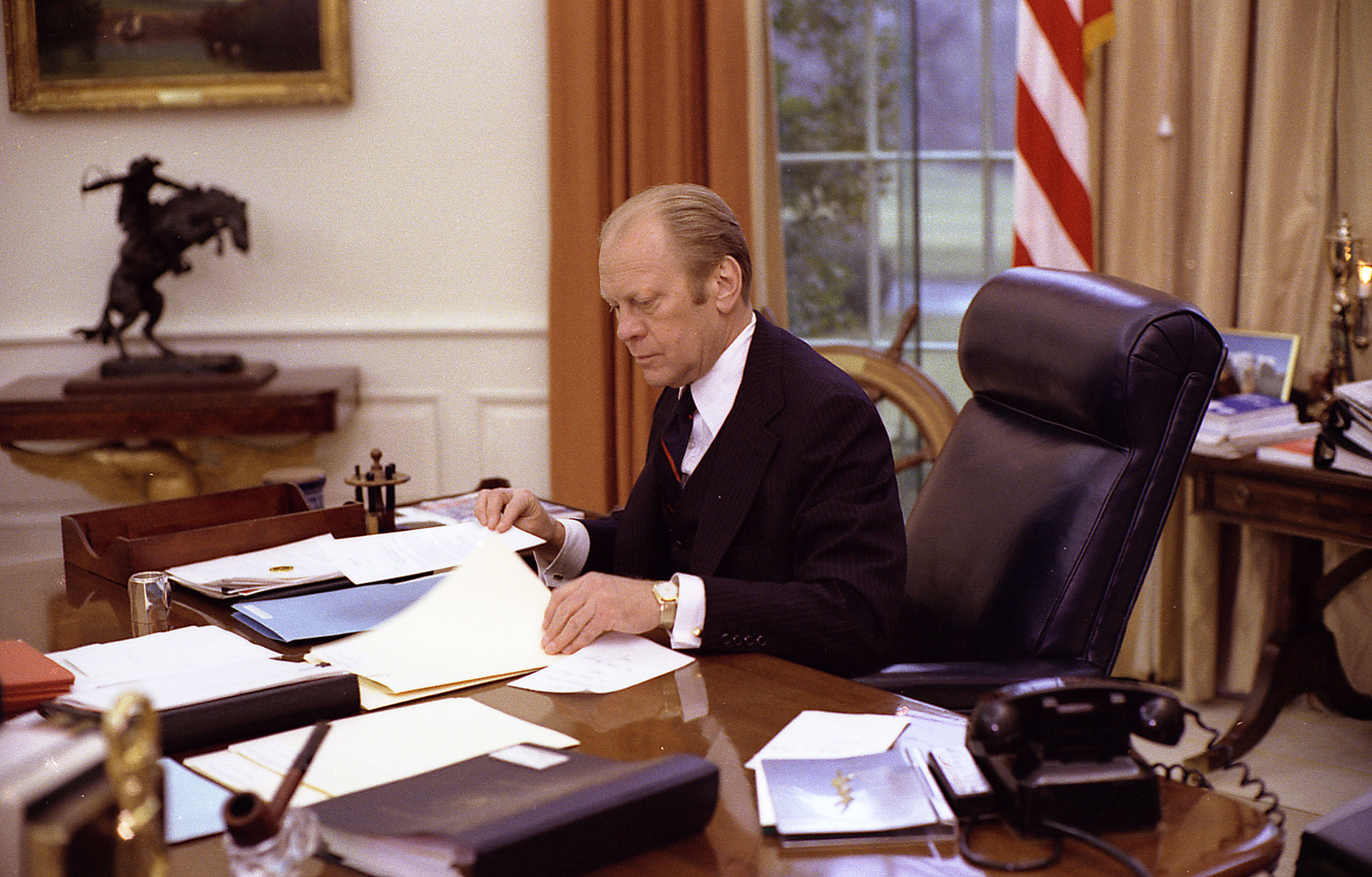
Ford no Salão Oval, em 1976

Ford apontou várias pessoas para cortes federais e de apelação. Porém, das nomeações de juízes federais, apenas dois passaram pelo Congresso (dominado pelos democratas). Em 1975, Ford nomeou John Paul Stevens para uma vaga de Juiz Associado da Suprema Corte para substituir William O. Douglas. Durante sua gestão como líder republicano na Câmara, Ford liderou esforços para remover Douglas da Corte. Depois de ser confirmado, Stevens acabou decepcionando alguns conservadores ao se aliar à ala liberal da Corte em relação ao resultado de muitas questões importantes.

### Eleição de 1976

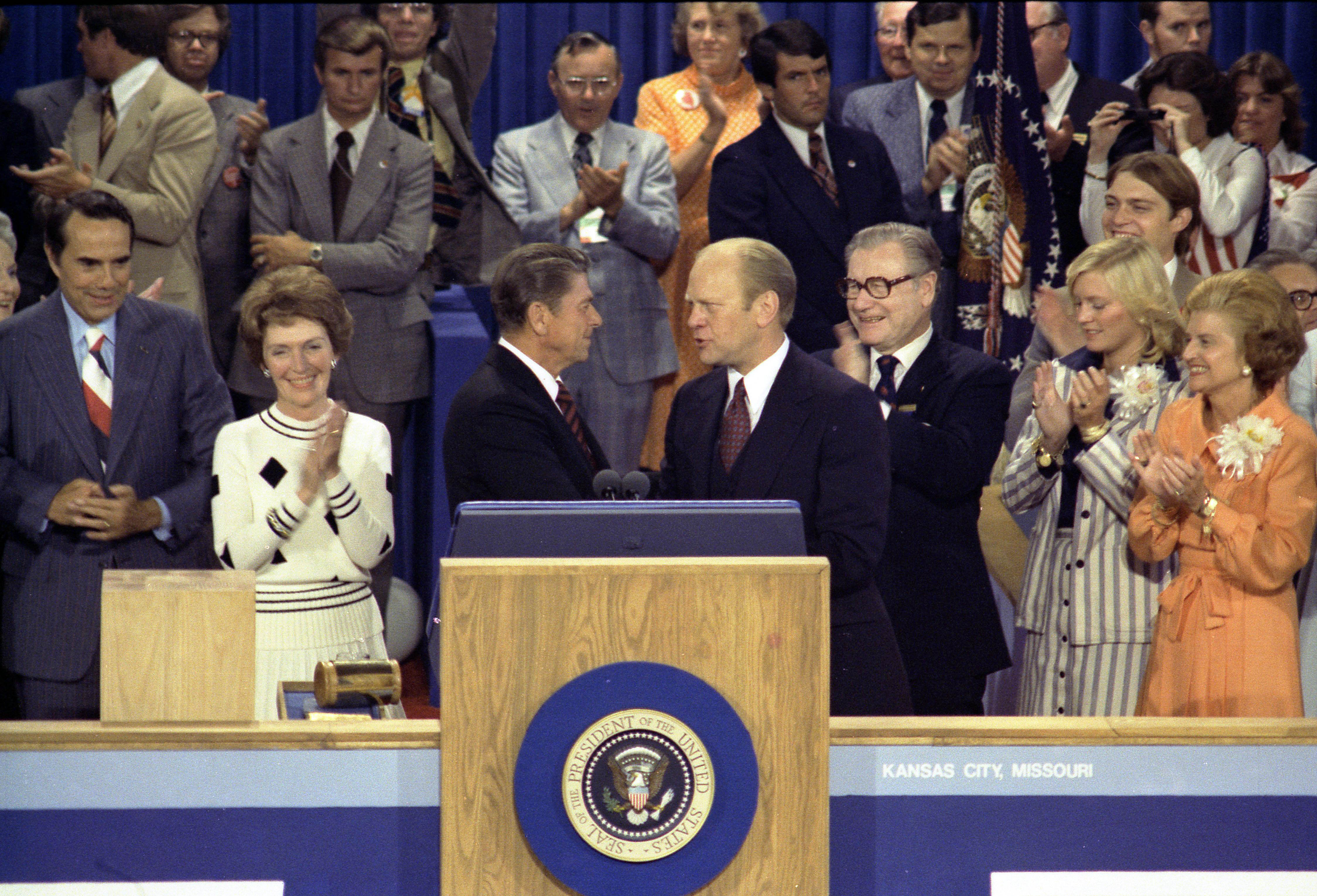
O governador Ronald Reagan parabeniza Ford depois que o presidente garantiu a nomeação republicana de 1976, enquanto Bob Dole, Nancy Reagan e Nelson Rockefeller assistem no fundo

Ford relutantemente concordou em concorrer na eleição de 1976, mas primeiro ele teve que enfrentar um desafio pela nomeação do Partido Republicano. O antigo Governador da Califórnia Ronald Reagan e a ala conservadora culpavam Ford por não fazer mais para proteger o Vietnã do Sul, por assinar o Acordo de Helsinque e por negociar em devolver o Canal do Panamá (negociações esta que continuou no governo do Presidente Carter, que assinou o Tratados Torrijos-Carter). Reagan lançou sua campanha no outono de 1975 e venceu em vários estados nas primárias, incluindo na Carolina do Norte, Texas, Indiana e Califórnia, mas não conquistou a maioria dos delegados; Reagan retirou sua candidatura na Convenção Republicana em Kansas City, Missouri. A insurgência conservadora levou Ford a abandonar seu vice-presidente liberal Nelson Rockefeller em favor de Bob Dole do Kansas.
Além da questão do perdão e persistente sentimento anti-republicano, Ford teve que combater uma infinidade de problemas com sua imagem na mídia. O comediante Chevy Chase frequentemente fazia esquetes no popular programa Saturday Night Live, imitando Ford, especialmente seu estilo desajeitado, já que ele foi visto tropeçando duas vezes no seu mandato. Como Chase comentou, "Ele [o presidente] até mencionou em sua própria autobiografia que teve um efeito durante um período de tempo que afetou a eleição em algum grau".
A campanha eleitoral de Ford em 1976 se beneficiou do fato dele ser um presidente em exercício durante vários eventos de aniversário realizados durante o período que antecedeu o Bicentenário dos Estados Unidos. Em Washington D.C., a queima de fogos de artifício do 4 de Julho foi presidido por Ford e televisionado nacionalmente. Em 7 de julho, o Presidente e a Primeira-Dama receberam na Casa Branca a rainha Elizabeth II e o Príncipe Philip do Reino Unido, que foi televisionado pela PBS. O aniversário de duzentos anos da Batalhas de Lexington e Concord em Massachusetts deu a Ford a oportunidade de fazer um discurso para 110 000 pessoas em Concord, onde reconheceu a necessidade de uma defesa nacional forte temperada com um apelo por "reconciliação, não recriminação" e "reconstrução, não rancor" entre os Estados Unidos e aqueles que representariam "ameaças à paz". Falando em New Hampshire no dia anterior, Ford condenou a tendência crescente de uma grande burocracia governamental e defendeu um retorno às "virtudes básicas americanas".

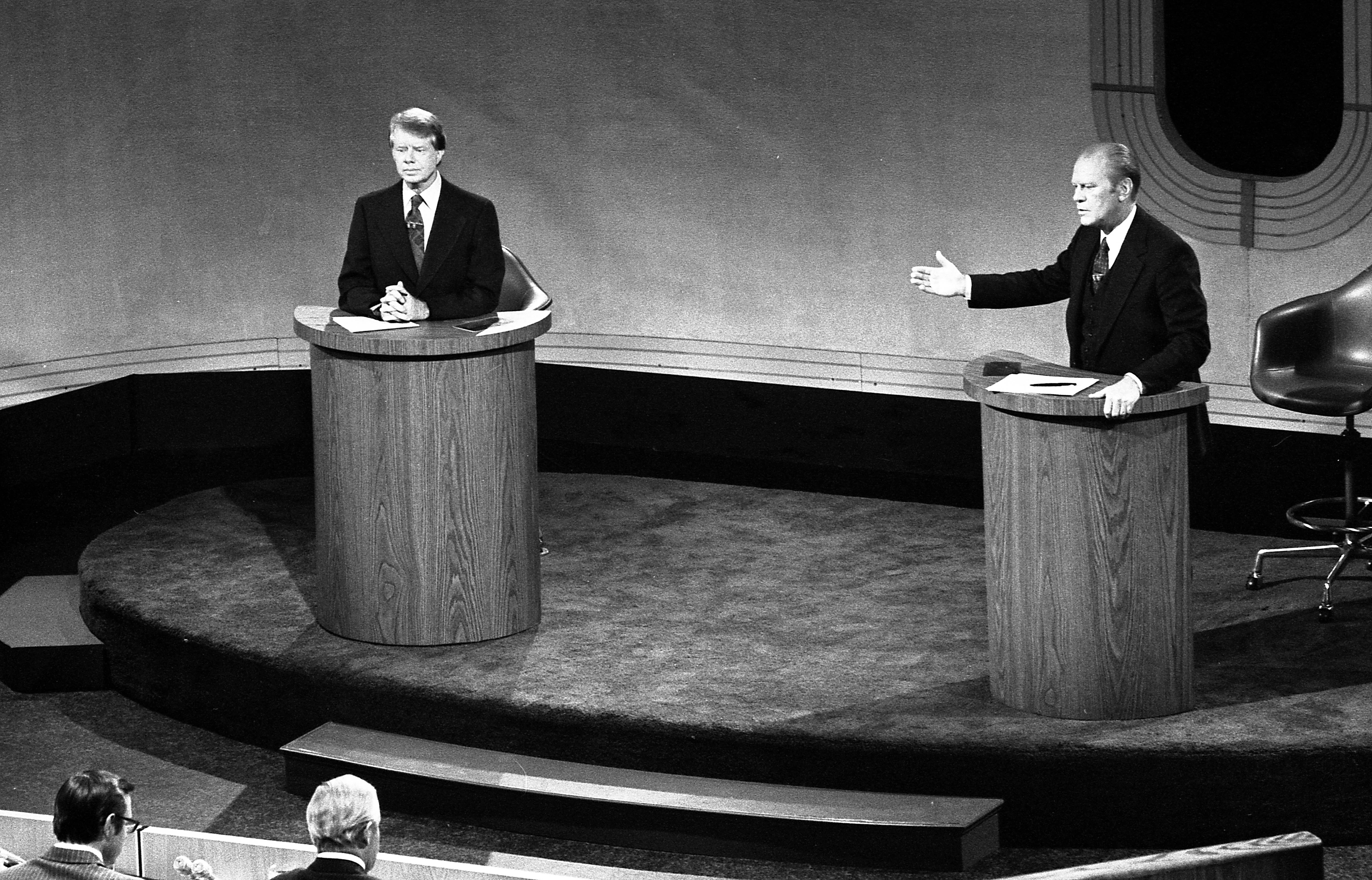
Jimmy Carter e o presidente Ford durante o debate televisionado, em 23 de setembro de 1976

Os debates presidenciais televisionados aconteciam desde 1960. Desta forma, Ford se tornou o primeiro presidente no cargo a participar de um debate. Carter, mais tarde, atribuiu sua vitória na eleição aos debates, dizendo que eles "deram aos telespectadores motivos para pensar que Jimmy Carter tinha algo a oferecer". O ponto de virada veio no segundo debate, quando Ford errou ao declarar: "Não há domínio soviético na Europa Oriental e nunca haverá sob uma administração Ford" (a região era dominada por regimes comunistas desde o fim da Segunda Guerra). Ford também disse que não acreditava que os poloneses se consideravam dominados pela União Soviética (sendo que o país tinha um regime socialista aliado a Moscou desde 1945). Em uma entrevista anos depois, Ford disse que pretendia dar a entender que os soviéticos nunca esmagariam o "ânimo" dos europeus orientais que buscavam a independência. No entanto, a formulação da frase foi tão estranha que até o entrevistador Max Frankel ficou visivelmente incrédulo com a resposta.
No final, Carter venceu a eleição, recebendo 50,1% do voto popular e 297 votos do colégio eleitoral, comparado com 48% dos votos de Ford (e 240 do colégio eleitoral).

## Pós-presidência (1977–2006)
A controvérsia do perdão dado a Nixon diminuiu com o tempo. O sucessor de Ford, Jimmy Carter, no seu discurso de posse em 1977, elogiou o presidente saindo de cargo, afirmando: "Por mim e por nossa nação, quero agradecer ao meu antecessor por tudo que ele fez para curar nossa terra".
Após deixar a Casa Branca, os Fords se mudaram para Denver, Colorado. Ford investiu seu dinheiro no ramo do petróleo com Marvin Davis, que foi bem-sucedido, permitindo que ele deixasse uma renda para seus filhos. Ele continuou a fazer aparições em eventos de importância histórica e cerimonial pela nação, como inaugurações presidenciais e serviços memoriais. O ex presidente daria poucas entrevistas mas buscou se manter ativo. Em 1979, Ford publicou sua autobiografia, A Time to Heal ("Um tempo para Cura"). Uma resenha por parte da Foreign Affairs descreveu como "sereno, calmo, despretensioso, como o autor. Este é o mais curto e mais honesto livro de memórias presidenciais recentes, mas não há surpresas, nenhuma sondagem profunda de motivos ou eventos. Não mais aqui do que aparenta".
Durante o mandato de seu sucessor, Jimmy Carter, Ford recebeu relatórios mensais da equipe sênior do Presidente Carter sobre questões internacionais e domésticas e sempre era convidado para almoçar na Casa Branca quando estava de passagem em Washington, D.C. A amizade entre eles se desenvolveu depois que Carter deixou o cargo, com o catalisador sendo a viagem dos dois juntos para o funeral de Anwar el-Sadat em 1981. Até a morte de Ford, Carter e sua esposa, Rosalynn, visitavam a residência dos Fords com certa frequência. Ford e Carter atuaram como co-presidentes honorários da Comissão Nacional de Reforma Eleitoral Federal em 2001 e da Comissão de Continuidade do Governo em 2002. Como os ex presidentes George H. W. Bush e Bill Clinton, Ford foi ainda co-presidente honorário do Conselho de Excelência em Governo, um grupo dedicado à excelência no desempenho do governo, que fornece treinamento de liderança para os principais funcionários federais. Ele também dedicou muito tempo ao seu amor pelo golfe, muitas vezes jogando tanto em particular como em eventos públicos com o comediante Bob Hope, um amigo de longa data.

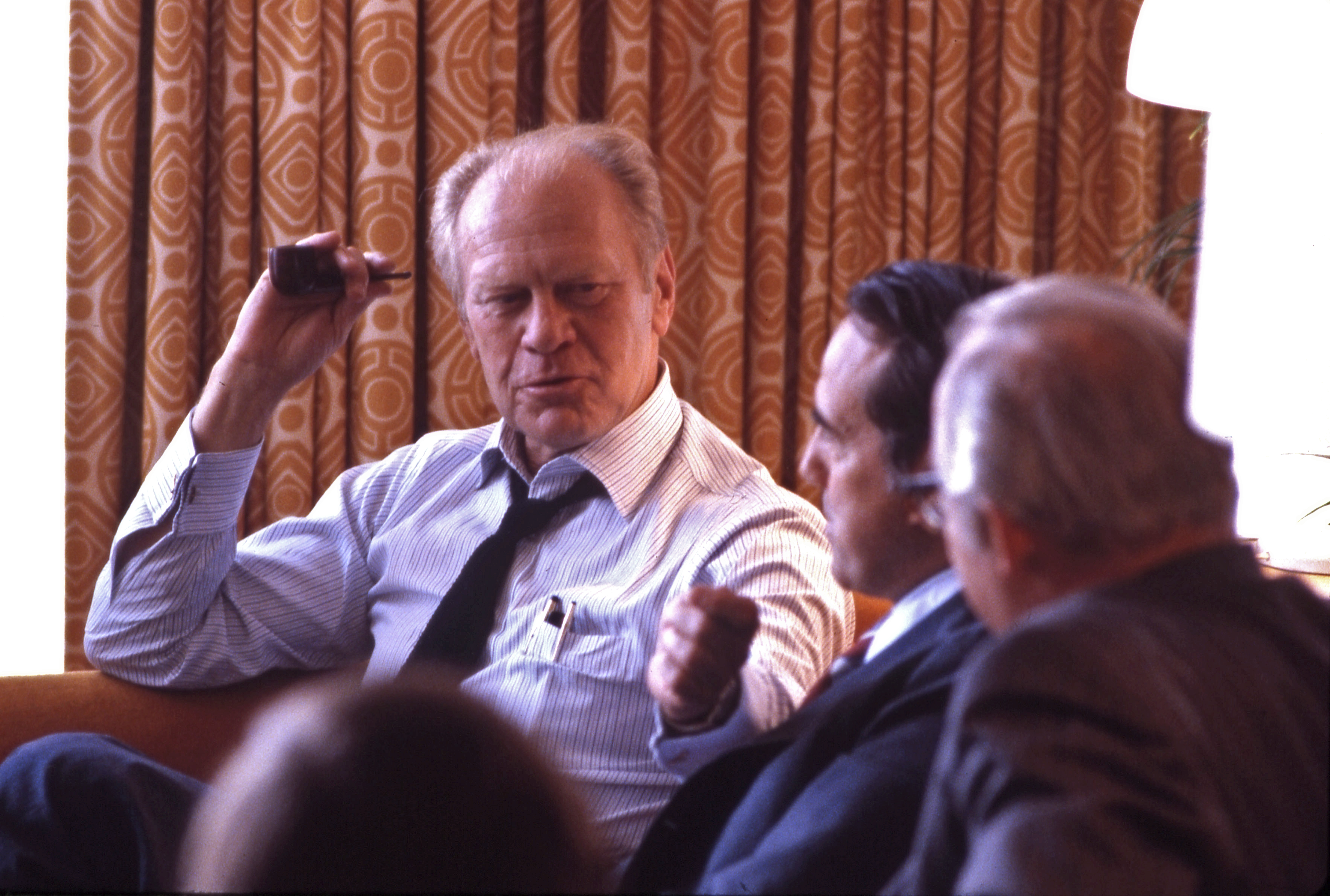
Em 16 de julho de 1980 (dia 3 da Convenção Nacional Republicana de 1980), Gerald Ford consulta Bob Dole, Howard Baker e Bill Brock antes de tomar a decisão de recusar a oferta de servir como companheiro de chapa de Ronald Reagan

Em 1977, o ex presidente estabeleceu o Gerald R. Ford Institute of Public Policy na Faculdade Albion em Albion, Michigan, para dar formação a alunos de graduação em políticas públicas. Em abril de 1981, foi aberta a Gerald R. Ford Library em Ann Arbor, Michigan, no campus norte de sua antiga alma mater, a Universidade de Michigan, seguido em setembro pelo Gerald R. Ford Museum em Grand Rapids.
Ford considerou tentar conseguir a nomeação do Partido Republicano para a eleição de 1980, renunciando a inúmeras oportunidades de servir em conselhos corporativos para manter suas opções em aberto para uma revanche com Carter. Ford atacou a conduta do Presidente Carter na condução das negociações do SALT II e sua política externa, como um todo, para o Oriente Médio e África. Muitos argumentaram que Ford também queria exorcizar sua imagem de "presidente acidental" e ganhar um mandato por conta própria. Ele acreditava que o ultra-conservador Ronald Reagan não conseguiria derrotar Carter e acabaria dando ao incumbente um segundo mandato. Ford foi encorajado por seu antigo Secretário de Estado, Henry Kissinger, além de Jim Rhodes de Ohio e Bill Clements do Texas, a tentar disputar a nomeação. Em 15 de março de 1980, contudo, Ford anunciou que não disputaria a indicação republicana, prometendo apoiar o eventual candidato.
Após assegurar a nomeação republicana em 1980, Ronald Reagan considerou nomear Ford como seu vice-presidente, mas as negociações entre os dois na Convenção do partido não seguiu adiante. Ford condicionou sua aceitação de ser vice de Reagan a uma "co-presidência" sem precedentes, dando poderes a Ford para apontar pessoas a vagas chave no governo federal (como Kissinger de volta a Secretaria de Estado e Alan Greenspan como Secretário do Tesouro). Após rejeitar estes termos, Reagan ofereceu a vaga para George H. W. Bush, que aceitou. Ford chegou a fazer, ainda que de forma limitada, campanha para a chapa Reagan-Bush, declarando que o país estaria "melhor servido por uma presidência Reagan, em vez de uma continuação das políticas fracas e politicamente convenientes de Jimmy Carter". Em 8 de outubro de 1980, Ford disse que o envolvimento do ex-presidente Nixon nas eleições gerais poderia impactar negativamente a campanha de Reagan: "Acho que teria sido muito mais útil se o Sr. Nixon tivesse ficado em segundo plano durante esta campanha. Teria sido muito mais benéfico para Ronald Reagan".
Em abril de 1991, Ford se juntou aos ex-presidentes Richard Nixon, Ronald Reagan e Jimmy Carter para apoiar a passagem da Brady Bill, uma lei de controle de armas. Três anos mais tarde, ele escreveu uma carta para a Câmara dos Representantes, junto com Carter e Reagan, em apoio a um banimento federal a posse de fuzis de assalto pela população em geral.

O presidente Bill Clinton com os ex-presidentes George H. W. Bush, Gerald Ford e Jimmy Carter acenam do palco na inauguração da Biblioteca Presidencial George H. W. Bush no campus da Universidade do Texas, em novembro de 1997

Na Convenção Nacional Republicana de 1992, Ford comparou o então ciclo eleitoral com sua derrota em 1976 para Carter e pediu atenção à eleição de um Congresso Republicano: "Se é mudança que você quer em 3 de novembro, meus amigos, o lugar para começar não é na Casa Branca, mas no Capitólio dos Estados Unidos. O Congresso, como toda criança em idade escolar sabe, tem o poder do bolso. Por quase quarenta anos, as maiorias democratas [no Congresso] mantiveram a fórmula testada pelo tempo do New Deal, impostos e impostos, gastar e gastar, elegem e elegem". Em 1994, pela primeira vez em quase meio século, os republicanos conseguiriam dominar ambas as casas do Congresso.
Em outubro de 2001, Ford rompeu com os conservadores do Partido Republicano ao afirmar que casais gays e lésbicos "deveriam ser tratados com igualdade. Ponto final". Ele se tornou o republicano de mais alto escalão a abraçar a igualdade total para homossexuais, declarando sua crença de que deveria haver uma emenda federal proibindo a discriminação contra gays no emprego e expressando sua esperança de que o Partido Republicano alcançasse os eleitores gays e lésbicas. Ele também foi membro da Coalizão de Unidade Republicana, que o The New York Times descreveu como "um grupo de republicanos proeminentes, incluindo o ex-presidente Gerald R. Ford, dedicado a tornar a orientação sexual um assunto sem importância no Partido Republicano". Em uma entrevista em julho de 2004, o ex-presidente Ford criticou o governo de George W. Bush a respeito da Guerra do Iraque.

## Morte

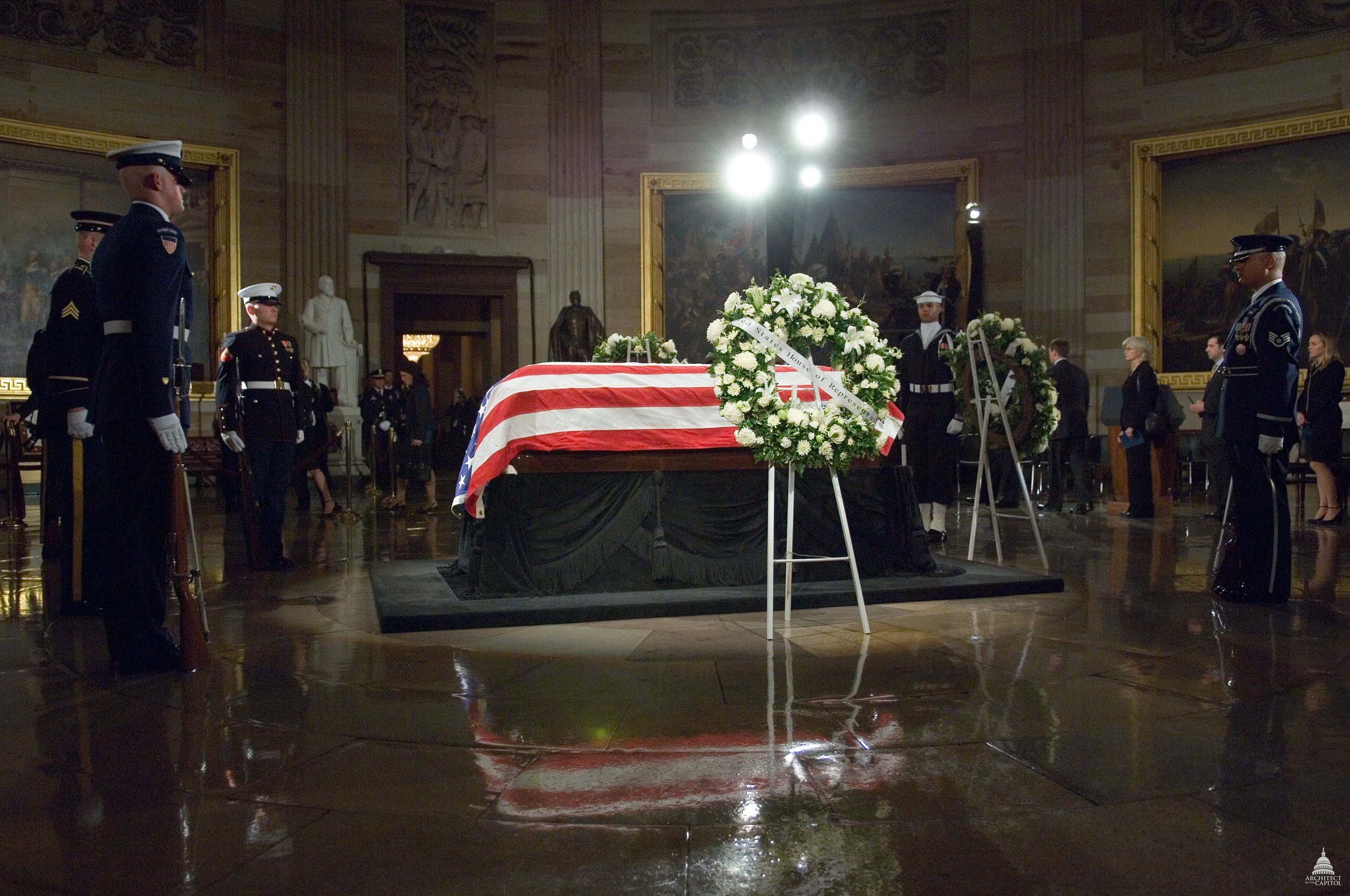
O corpo do Ford no Capitólio

Ford morreu em 26 de dezembro de 2006, na sua casa em Rancho Mirage, Califórnia, de doença cerebrovascular arteriosclerótica e arteriosclerose difusa. Ele tinha doença arterial coronariana em estágio terminal e grave estenose aórtica e insuficiência, causado por alteração calcificada de uma de suas válvulas cardíacas. Na época de sua morte, Ford era o ex-presidente mais velho, vivendo até os 93 anos e 165 dias (45 dias a mais que Ronald Reagan, que tinha o recorde anterior). Ford morreu no trigésimo-quarto aniversário da morte do Presidente Harry S. Truman; ele foi o último membro sobrevivente do Comissão Warren.
Um funeral de estado e serviços memoriais foram realizados na Catedral Nacional, em Washington, D.C., em uma terça-feira, 2 de janeiro de 2007. Ele foi o décimo-primeiro presidente a ser velado na rotunda do Capitólio. Após o velório, o corpo de Ford foi enterrado no seu Museu Presidencial em Grand Rapids, Michigan.
Ford havia antecipadamente escolhido a canção que seria tocada durante sua processão funerária no Capitólio. Após sua morte em dezembro de 2006, a banda marcial da Universidade de Michigan tocou a canção de guerra da faculdade em sua honra uma última vez, enquanto seu corpo era levado para o aeroporto internacional de Grand Rapids, que inclusive levava seu nome.
A sua esposa, Betty Ford, faleceu em 8 de julho de 2011.

## Legado

O presidente George W. Bush se encontrando com Gerald e Betty Ford, em abril de 2006. Ford tinha 93 anos e morreria cerca de oito meses depois

Ford é a única pessoa a ocupar o cargo presidencial sem ter sido eleito presidente ou vice-presidente. A escolha de selecionar Ford para assumir a vaga de Spiro Agnew como vice de Nixon foi baseada na reputação dele de franqueza e honestidade. "Em todos os anos que passei na Câmara, nunca soube que o Sr. Ford fizesse uma declaração desonesta, nem uma declaração parcialmente verdadeira ou falsa. Ele nunca tentou disfarçar uma declaração e eu nunca o ouvi proferir uma palavra indelicada", disse Martha Griffiths.
A confiança que o público americano tinha nele foi rápida e severamente manchada por seu perdão a Nixon. No entanto, muitos admitem, em retrospectiva, que ele respeitosamente cumpriu com considerável dignidade uma grande responsabilidade que não havia buscado. O perdão de Nixon foi um dos momentos que definiram a presidência de Gerald Ford. Seu índice de popularidade despencou nos dias seguintes e muitos viram o ato como uma "barganha corrupta". Porém, em retrospecto, muitos analistas políticos afirmam que o perdão foi a coisa certa a fazer, possibilitando a nação a começar a se curar do trauma de todo o escândalo que levou a renúncia de Nixon.
Apesar de seu histórico atlético e notáveis realizações de carreira, Ford adquiriu a reputação de ser um homem comum desajeitado, simpático e simplório. Um incidente em 1975, quando ele tropeçou ao sair do Air Force One na Áustria, foi famosa e repetidamente parodiada por Chevy Chase, principalmente no Saturday Night Live, cimentando a imagem de Ford como um desastrado. Pedaços da imagem comum de homem comum de Ford também foram atribuídos à inevitável comparação dele com Nixon, bem como à sua percepção de mesquinhez e autodepreciação do meio-oeste.